# Retrato pictórico
Veja Retrato para saber mais sobre o tema em geral dos retratos. 

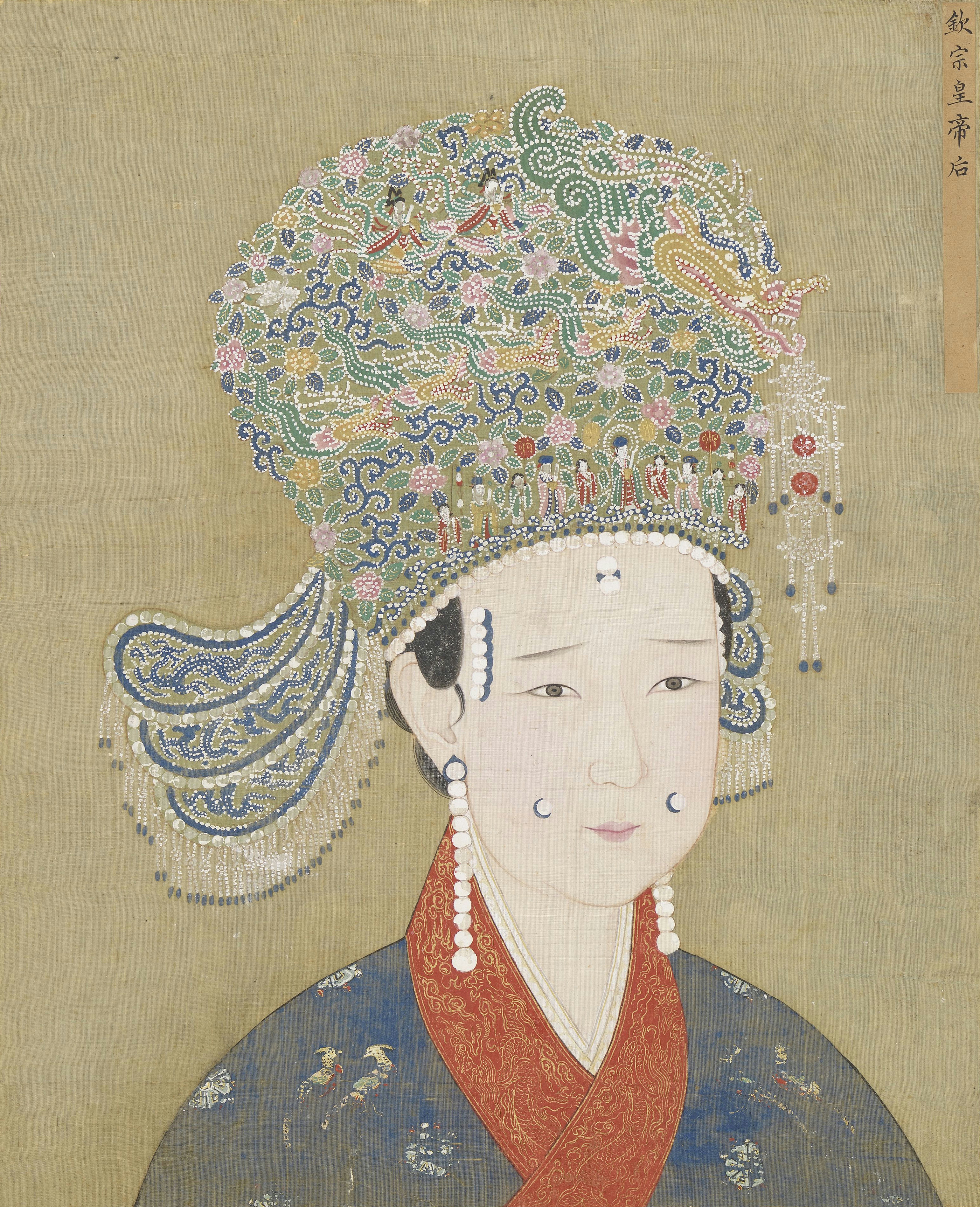
"Retrato de corte" oficial chinês da imperatriz e esposa do imperador Qinzong (1100 – 1161), da dinastia Song.

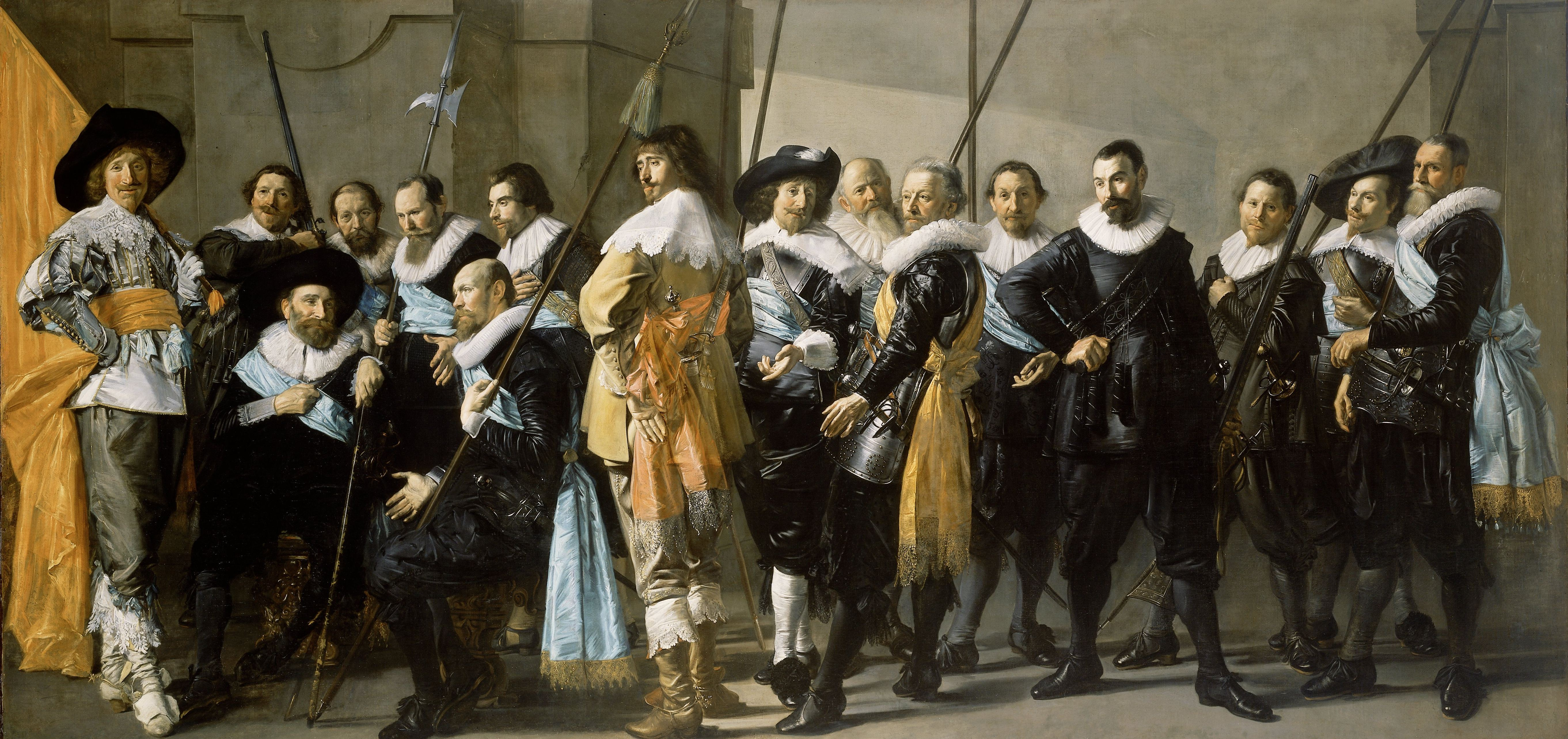
"Retrato de grupo": Frans Hals e Pieter Codde, "Companhia do capitão Reynier Reael ("A fraca companhia")", 1633-37, óleo sobre tela, 207,2 x 427,5 cm, Rijksmuseum, Amsterdam.

O retrato pictórico é um gênero da pintura, com o objetivo de representar a aparência visual do sujeito, em geral um ser humano, embora também possam ser representados animais. Os retratistas trabalham quer por encomenda, tanto de pessoas públicas quanto de particulares, quer inspirados pela admiração e pelo afeto para o protagonista. Amiúde são documentos de família ou de Estado, bem como lembranças da pessoa retratada. Quando o artista se retrata a si mesmo trata-se de um autorretrato.
Historicamente eram representados os ricos e poderosos, mas com o tempo difundiu-se entre a classe média a encomenda de retratos pelas famílias e colegas. Ainda atualmente, persiste a pintura de retrato como encomenda de governos, corporações, associações ou indivíduos.
Dentro da hierarquia dos gêneros, o retrato tem uma postura ambígua e intermédia; por um lado, representa a uma pessoa feita a semelhança de Deus, mas pelo outro lado, trata-se de glorificar a vaidade de uma pessoa.

## Técnica e prática
Um retrato bem executado deve representar a essência interior do sujeito do ponto de vista do artista e não apenas a aparência externa. Como afirmou Aristóteles, "O objetivo da arte não é apresentar a aparência externa das coisas, senão o seu significado interno; pois isto, e não a aparência e o detalhe externos, constitui a autêntica realidade". Os artistas podem esforçar-se por um realismo fotográfico ou um parecido impressionista, mas não se trata de uma caricatura, que visa revelar o caráter através da exageração dos traços físicos. O artista em geral procura um retrato representativo, como afirmou Edward Burne-Jones: "A única expressão permitida na grande retratística é a expressão do caráter e da qualidade moral, nada temporário, efêmero ou acidental".
Na maior parte dos casos isto dá como resultado uma aparência séria, uma olhada fixa de lábios apertados, sendo historicamente raro que se encontre para além de um leve sorriso. Ou como expressou Charles Dickens, "somente há duas classes de retratos pictóricos: o sério e o do pequeno sorriso". Até mesmo com estas limitações, é possível conseguir uma ampla gama de sutis emoções, de uma ameaça tranquila a um amável contente. Se a boca se mantiver relativamente neutral, criar-se-á grande parte da expressão facial através dos olhos e da sobrancelha. Como afirma o escritor e artista Gordon C. Aymar, "os olhos são o lugar no qual é vista a informação mais completa, fiável e pertinente" sobre o sujeito. E a sobrancelha pode registrar, "quase elas por si sós, maravilha, pena, medo, dor, cinismo, concentração, nostalgia, desagrado e esperança, em infinitas variações e combinações".
O protagonista pode ser representado de corpo inteiro, meio corpo, cabeça e ombros ou cabeça, bem como de perfil, meio volto, três quartos ou de frente, recebendo a luz de diversas direções e ficando em sombra partes diferentes. Ocasionalmente, os artistas criaram retratos com múltiplos pontos de vista, como com o Triplo retrato de Carlos I efetuado por Anton van Dyck. Há até mesmo alguns retratos nos que não se vê o rosto do sujeito; exemplo disso é Christina's World (1948), de Andrew Wyeth, no que a postura da garota deficiente volta de costas integra-se com a ambientação na que se encontra para expressar a interpretação do artista.

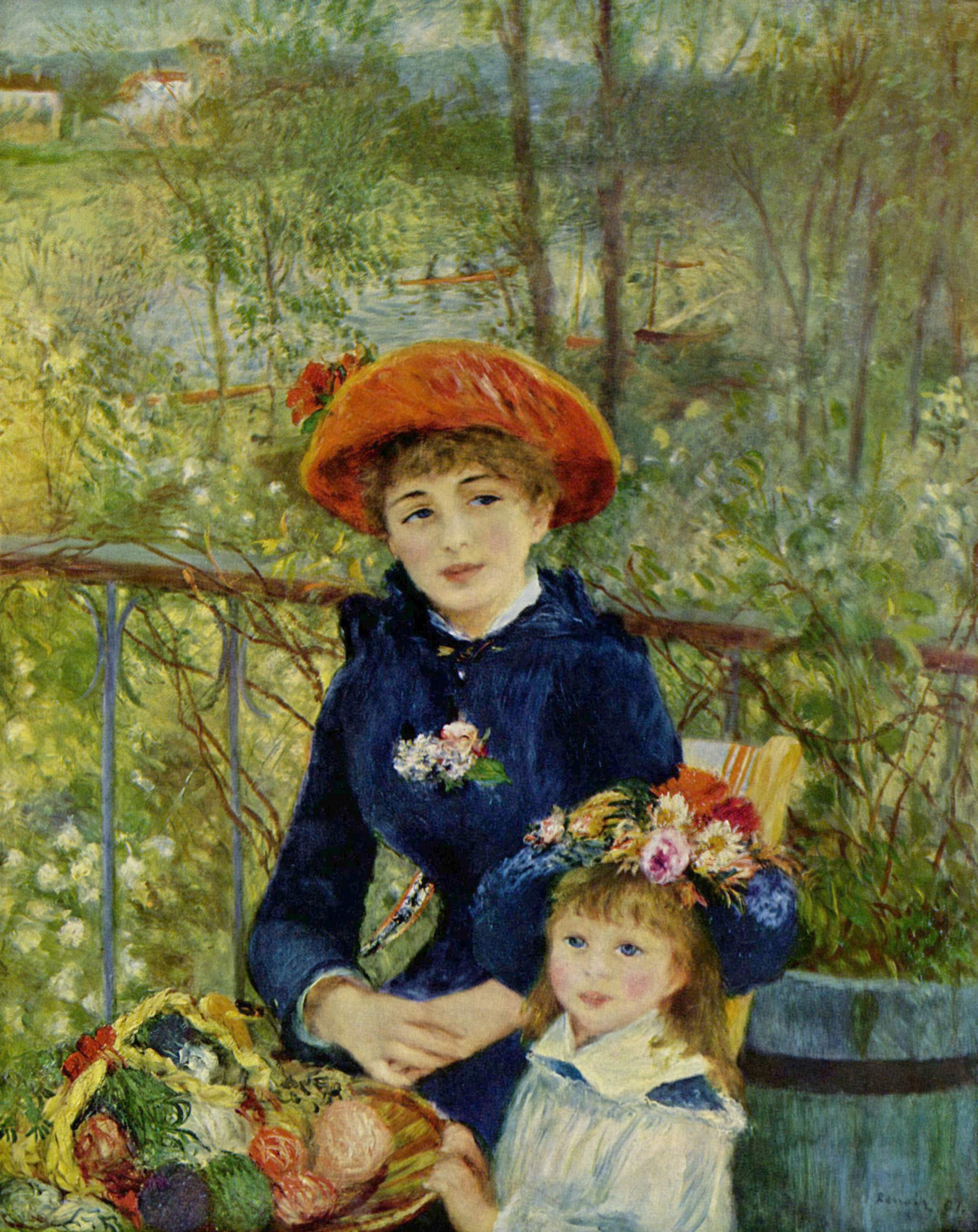
Retrato colorido: Pierre-Auguste Renoir, No terraço, 1881, óleo sobre tela, 100 x 80 cm, Instituto da Arte, Chicago.

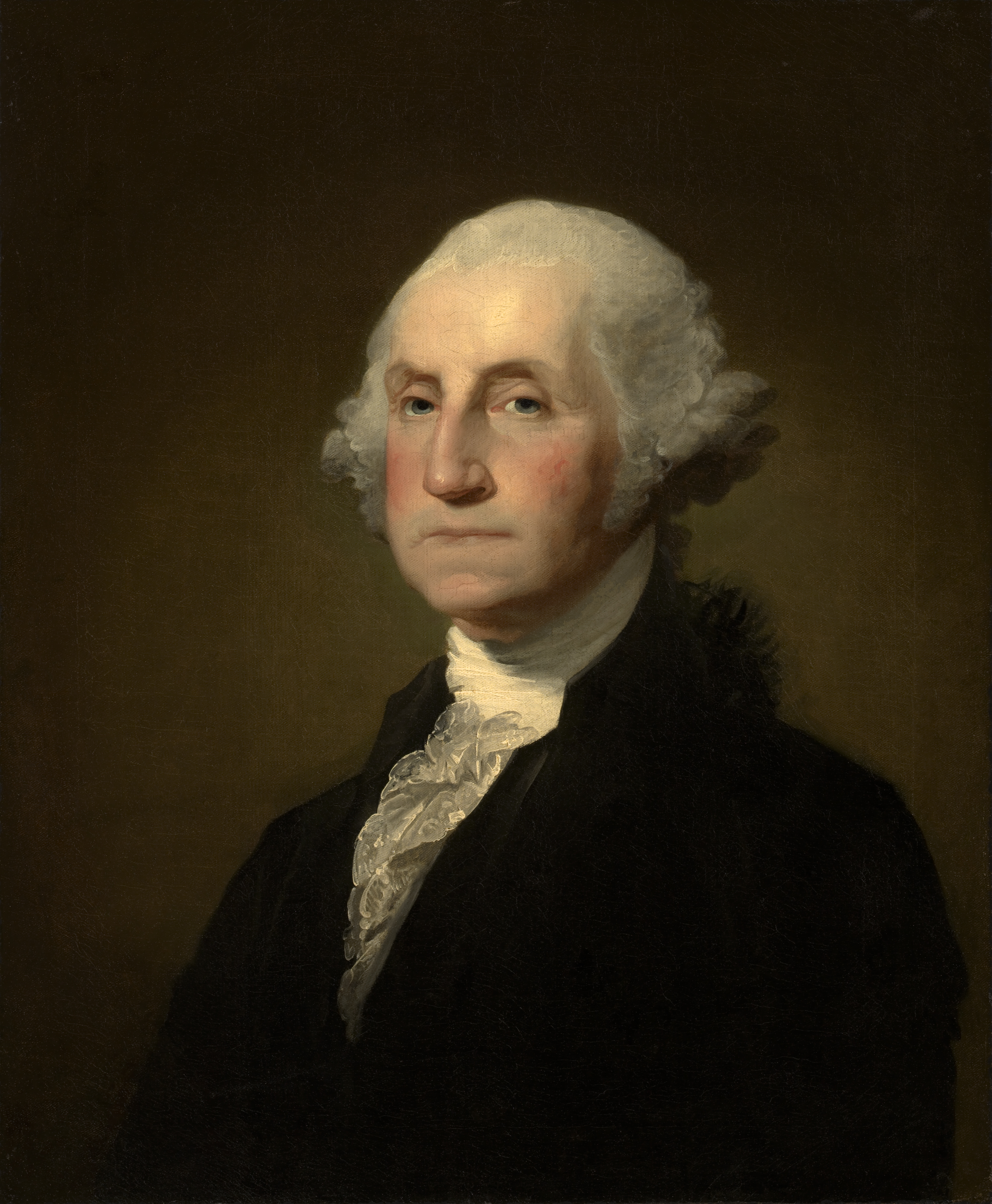
Retrato praticamente em branco e negro: Gilbert Stuart, Retrato de George Washington, circa 1796, óleo sobre tela, 73,5 x 61,1 cm, Sterling and Francine Clark Art Institute, Williamstown.

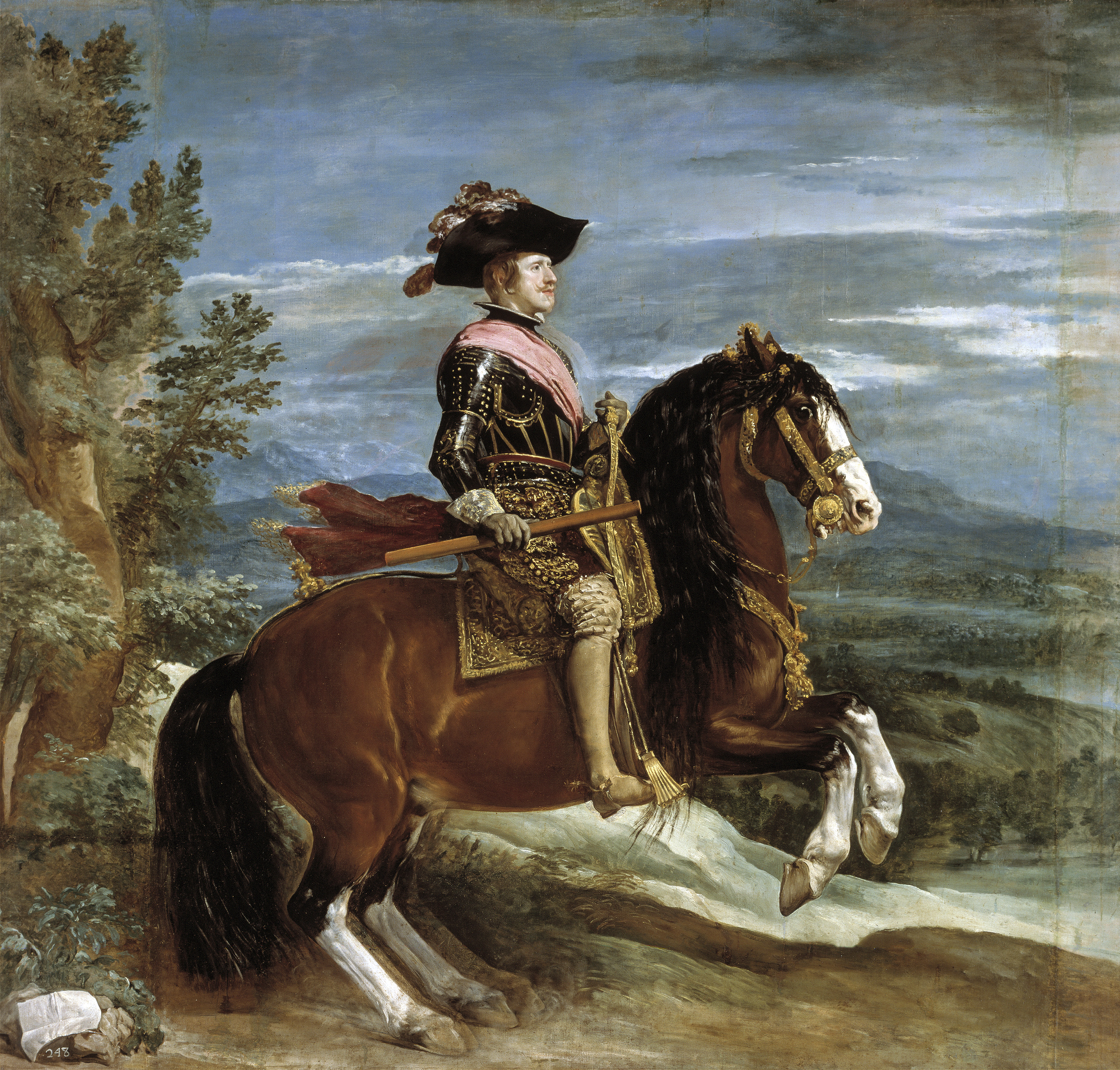
"Retrato equestre": Diego Velázquez, Filipe IV a cavalo, por volta de 1635, óleo sobre tela, 301 x 317 cm, Museu do Prado, Madrid.

Entre outras variações, o sujeito pode estar vestido ou nu; dentro de casa ou em exterior; de pé, sentado, reclinado; até mesmo montado a cavalo (retrato equestre). As pinturas de retrato podem ser de indivíduos, casais, pais e filhos, famílias, ou grupos de colegas ("retrato de grupo"). Podem ser criados com óleo, aquarela, tinta e caneta, lápis, carvão, pastel e técnica mista. Os artistas podem empregar uma ampla paleta de cores, como No terraço de Renoir (1881) ou limitar-se a quase branco e negro, como no retrato que Gilbert Stuart fez de George Washington em 1796.
Às vezes também tem relevância o tamanho do quadro. Os enormes retratos de Chuck Close, que têm como destino ser mostrados num museu, diferem grandemente da maioria dos retratos, criados para se colocarem numa casa particular ou ser transportados com facilidade. É frequente que o artista leve em conta o local no que pendurará o retrato final, bem como a cor e o estilo da decoração que virá rodeá-lo. Por outro lado, há correntes estéticas que afirmam que o quadro não tem que combinar com os objetos do ambiente.
Criar um retrato pode levar um tempo considerável, e requer geralmente várias sessões de posado. Cézanne, por exemplo, insistia em mais de 100 sessões dos seus retratados. Goya, pela sua vez, preferia um longo posado de um dia. A média é de cerca de quatro. Os retratistas às vezes mostram aos seus protagonistas uma série de desenhos ou fotos para o modelo eleger a sua postura favorita, como fazia Joshua Reynolds. Às vezes, como Hans Holbein, o Jovem, desenhavam o rosto e depois completavam o restante da pintura sem o retratado estar posando. No século XVIII poderia tardar-se um ano desde a encomenda até a entrega ao cliente.
Tratar com as expetativas e o estado de ânimo do modelo é uma preocupação para o retratista. Quanto à fidelidade do retrato a respeito da aparência do modelo, os artistas costumam ter um enfoque coerente. Os clientes que buscavam Joshua Reynolds sabiam exatamente que o resultado seria bajulador, enquanto os modelos de Thomas Eakins aguardariam um retrato realista. Alguns retratados têm fortes preferências, outros deixam que o artista decida por completo. É famoso Oliver Cromwell por ter exigido que o seu retrato mostrasse "todas estas asperezas, grãos e verrugas e todo o que vedes no meu, de outra forma nunca pagarei um penique por ele".
Após fazer que o modelo esteja cômodo e animando-o a que adote uma pose natural, o artista estuda o sujeito, buscando entre as possíveis expressões faciais, aquela que satisfaz o seu conceito da essência do modelo. A postura do sujeito também é considerada com cuidado para revelar o seu estado emocional e físico, o mesmo que ocorre com a vestimenta. Para manter o modelo implicado e motivado, o artista hábil com frequência manterá um comportamento e conversação agradáveis. Élisabeth Vigée-Lebrun aconselhava aos companheiros artistas que elogiassem as mulheres e a sua aparência para obter a sua cooperação no posado.
Para ter sucesso na execução de um retrato é essencial dominar a anatomia humana. Os rostos humanos são assimétricos e um retratista habilidoso reproduz isto com sutis diferenças entre a esquerda e a direita. Os artistas têm de conhecer os ossos que ficam baixo e a estrutura do tecido para fazer um retrato convincente.
Para composições complexas, o artista faria primeiro um rascunho completo, com lápis, tinta, carvão ou ao óleo, o que é particularmente útil se é limitado o tempo de que dispõe o modelo para posar. A forma geral, então com um parecido aproximado, esboçado sobre a tela em lápis, carvão ou óleo fino. Em muitos casos, primeiro completa-se o rosto e depois o demais. Nas oficinas de muitos dos grandes retratistas, o mestre faria somente a cabeça ou as mãos, enquanto a roupa e o fundo completar-se-iam pelos aprendizes principais. Havia até mesmo especialistas de exterior que tratavam temas específicos, como a roupa e os seus dobramentos, como Joseph van Aken. Alguns artistas usavam manequins ou bonecas para ajudar a estabelecer e executar a pose e a roupa. O uso de elementos simbólicos colocados ao redor do modelo (incluindo signos, enxoval doméstico, animais e plantas) foi usado com frequência para apresentar, codificado na pintura, o caráter religioso ou moral do sujeito, ou com símbolos representando a ocupação do modelo, os seus interesses ou o seu status social. O fundo pode ser totalmente preto e sem conteúdo ou toda uma cena que situa o modelo no seu meio social ou recreativo.

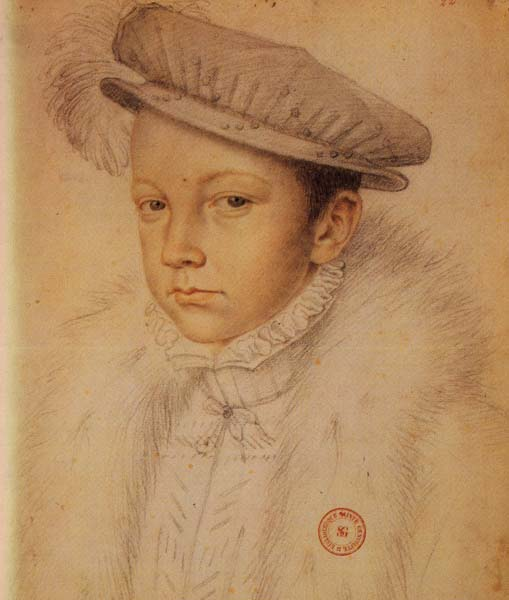
Retrato realizado em grafito e sanguínea sobre papel: François Clouet, Francisco II, 1560, 33,5 x 23,4 cm, Biblioteca Nacional de França, Paris.

O auto-retrato pode ser considerado como um sub-gênero dentro do mais amplo do retrato. Na Idade Média os artistas não assinavam a obra mas sim podiam aparecer na cena religiosa. Os auto-retratos produzem-se geralmente com ajuda de um espelho, e o resultado acabado é um retrato da imagem no espelho, o inverso ao que ocorre num retrato normal, em que o modelo e o artista estão sentados um frente ao outro. Num auto-retrato, um artista destro parece que sustém o pincel com a mão esquerda, a menos que o artista deliberadamente corrija a imagem ou use dois espelhos. Como no retrato em geral, observam-se duas tendências no auto-retrato: a psicológica e a de corte. No auto-retrato "pessoal" ou psicológico, o pintor perscruta-se a si mesmo sem piedade, refletindo a sua realidade e sem que se evidencie em muitas ocasiões que é o próprio pintor o que está sendo retratado; exemplo disso é o Autorretrato com viseira, pastel de Chardin de 1775. No "profissional", por outro lado, o pintor aparece revestido dos seus atributos típicos como o pincel e a paleta e com a solenidade de expressão e a vestimenta de luxo como ocorre nos dois Autorretratos que fez Poussin no final da sua vida.
Ocasionalmente, o cliente ou a sua família ficam insatisfeitos com o resultado e o artista vê-se obrigado a retocá-lo ou refazê-lo ou abandonar a encomenda. O célebre retrato que fez Jacques-Louis David de Madame Récamier, muito popular nas exposições, foi recusado pela modelo, como o tristemente célebre Retrato de Madame X, obra de John Singer Sargent. O retrato do General George Washington de John Trumbull foi recusado pelo comitê que o encomendou. O irritável Gilbert Stuart uma vez replicou frente da insatisfação de um cliente a respeito do retrato da sua mulher respondendo: "Me trouxe uma batata, e espera um pêssego!".
Um retrato bem-sucedido, porém, pode ganhar a gratitude vitalícia do cliente. O Conde Balthazar ficou tão encantado com o retrato que Rafael fez da sua mulher que disse ao artista: "A tua imagem … por si só pode aligeirar as minhas preocupações. Essa imagem é o meu prazer; dirijo-lhe sorrisos, é a minha alegria".

## História

### Primeiros retratos
As raízes do retrato é provável que se encontrem nos tempos pré-históricos, embora poucas obras sobrevivam daquele então. Na arte das antigas civilizações do Crescente Fértil, especialmente no Egito, abundam as representações de governantes e deuses. Contudo, não eram retratos que representassem a autêntica fisionomia do retratado, mas estavam muito estilizados, e a maioria de perfil, usualmente sobre pedra, metal, argila, gesso ou cristal. A pintura de personagens destacados remonta na China em 1000 a.C., mas não sobrevive nenhum daquela época. O retrato chinês mais antigo que se conserva é de cerca de 1000.

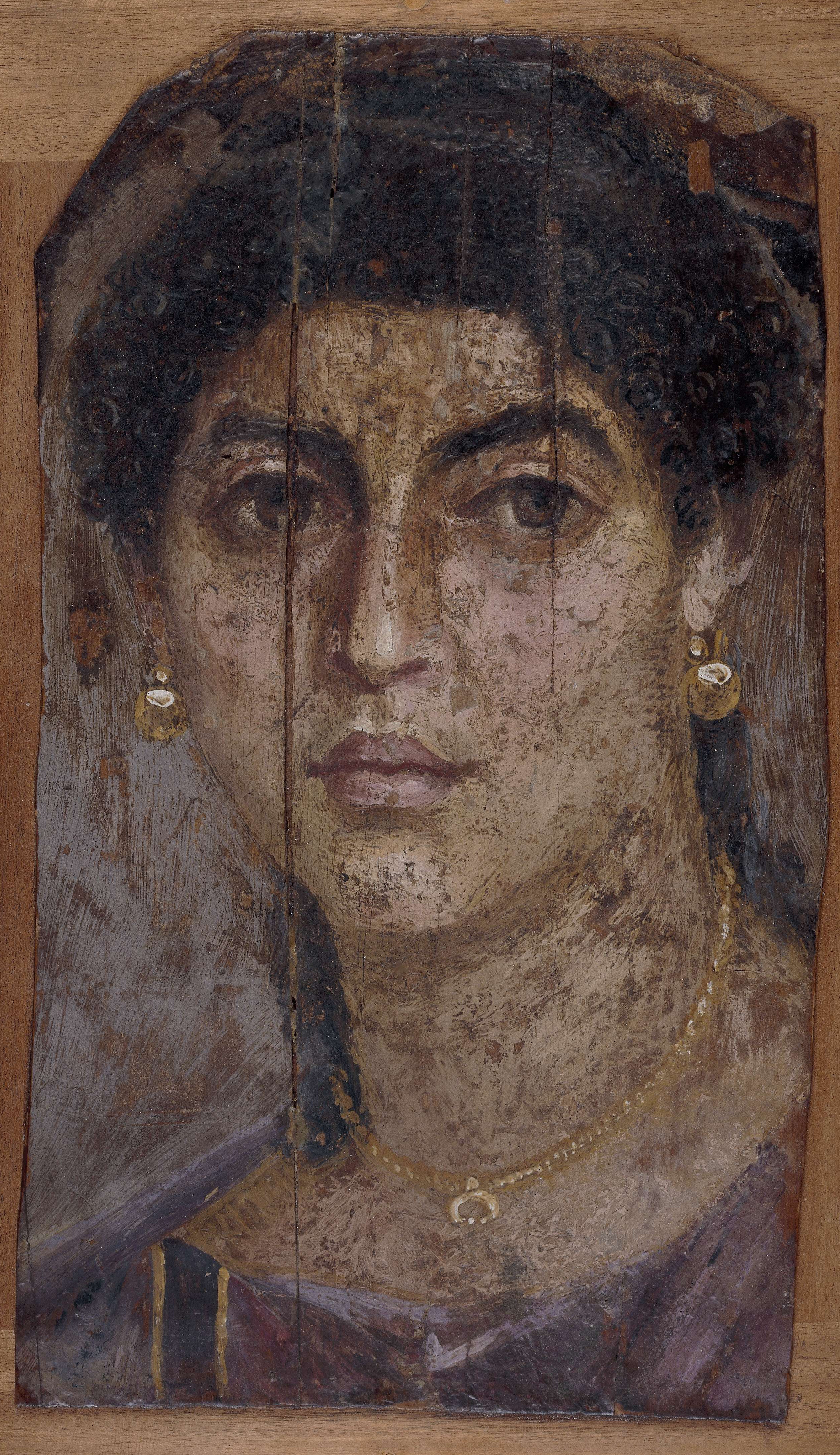
Retrato funerário romano-egípcio de uma mulher, em Faium

Entre os retratos mais antigos de gente particular, que não foram reis nem imperadores, encontram-se os retratos funerários que sobreviveram no clima seco do distrito de Faium no Egito. São os únicos retratos da Antiga Roma que sobreviveram até a atualidade, à parte dos afrescos, embora se saiba pelos escritos de Plínio, o Velho que a pintura retratística estava bem estabelecida na época da Antiga Grécia, e a praticavam tanto homens quanto mulheres. Na sua época, Plínio queixava-se do estado de decadência da arte do retrato romano: "A pintura de retratos que costumava transmitir através dos anos a verdadeira aparência das pessoas, desapareceu inteiramente … A indolência destruiu a arte". Estes retratos do Egito Romano são exceções afortunadas. Apresentam um certo senso realista da proporção e do detalhe individual, embora em geral os olhos tenham um tamanho grande demais e a habilidade artística varie consideravelmente entre um artista e outro. Os retratos de Faium estavam pintados sobre tábua ou marfim com cores de cera e resina (encáustica) ou com têmpera, e inseridos na envoltura da múmia, para permanecer com o corpo através da eternidade.
Os retratos mais antigos da Idade Média aparecem em pedras funerárias e como parte de manuscritos iluminados, sendo um exemplo disso o auto-retrato da escritora mística Hildegard de Bingen (1152).
Por volta de 1300, os retratos de figuras alegóricas e bíblicas por parte de mestres como Giotto começaram a ganhar relevância nos retábulos e nas pinturas murais nas igrejas, particularmente no Norte da Itália. O mais antigo retrato fisionômico da Idade Média acredita-se que foi o retábulo de São Luís coroa o seu irmão Roberto de Anjou de Simone Martini (1317). A classe "média" de cidades como Veneza, Florença, Nápoles ou Barcelona, financiou obras de arte, tratando-se com frequência de ricos banqueiros que assim expiavam o pecado da usura.

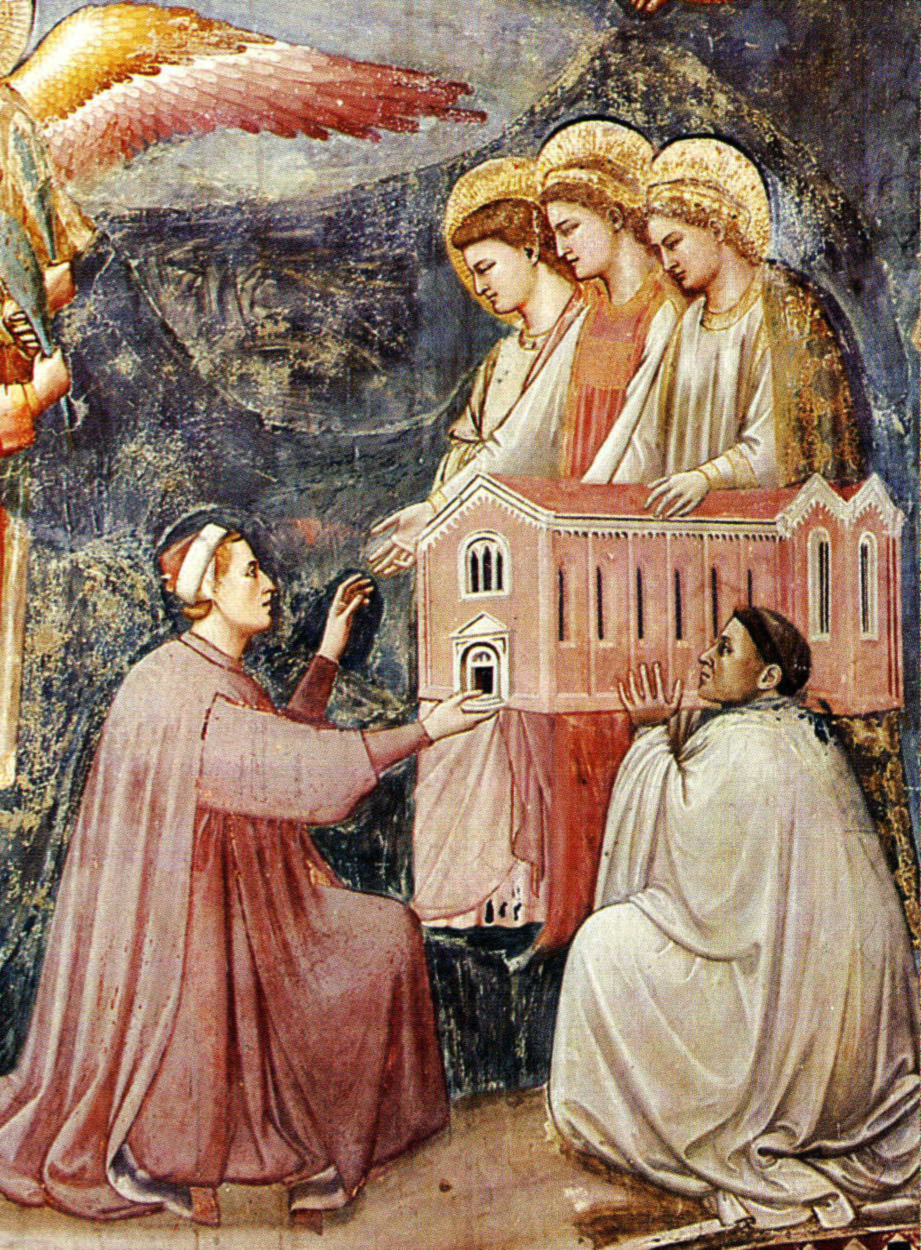
Giotto, Enrico Scrovegni doa aos anjos uma reprodução da Capela dos Scrovegni, um retrato de doador na Capela dos Scrovegni, Pádua.

Assim nasce o costume de representar os doantes, ou seja, a pessoa que encomenda a obra religiosa, na própria composição religiosa, como ocorre com o marchante-banqueiro Enrico degli Scrovegni retratado no ato de doar a famosa capela aos anjos, pintado por Giotto, ou ajoelhados aos pés da figura sagrada, com frequência em proporções menores como símbolo da sua humildade frente à divindade. Nos retábulos aparece também o doador, geralmente nas alas laterais, e com o santo padroeiro do seu nome agindo como intermediário frente da figura da Virgem ou Jesus Cristo; pode ver-se em múltiplas obras góticas, como por exemplo no Díptico de Melun. A representação do doador foi adquirindo relevância ao longo do segundo terço do século XV, chegando, como no caso da Virgem do Chanceler Rolin, a estar na mesma estância que a figura divina, com igual tamanho e sem ser apresentado por nenhum santo como intermediário.
Entre 1350 e 1400, começam a reaparecer figuras seculares em frescos, como na obra do Maestro Theodoric Carlos IV recebendo vassalagem. Contudo, a perspectiva continuava sendo plana até a Trindade de Massacio (c. 1425), uma das primeiras obras que criaram uma perspectiva tridimensional, e incluiu figuras seculares na pintura; é um primeiro exemplo de retrato realista dos comitentes de uma obra de arte, representados a tamanho natural a respeito da divindade. Massacio marcou o caminho da modernização da pintura ao fresco ao adotar uma perspectiva mais realista; Filippo Lippi colaborou com esta tendência desenvolvendo contornos mais afiados e linhas sinuosas e o seu aluno Rafael, já em pleno Renascimento, estendeu o realismo na Itália até atingir um nível maior nas décadas seguintes com as suas monumentais pinturas murais.

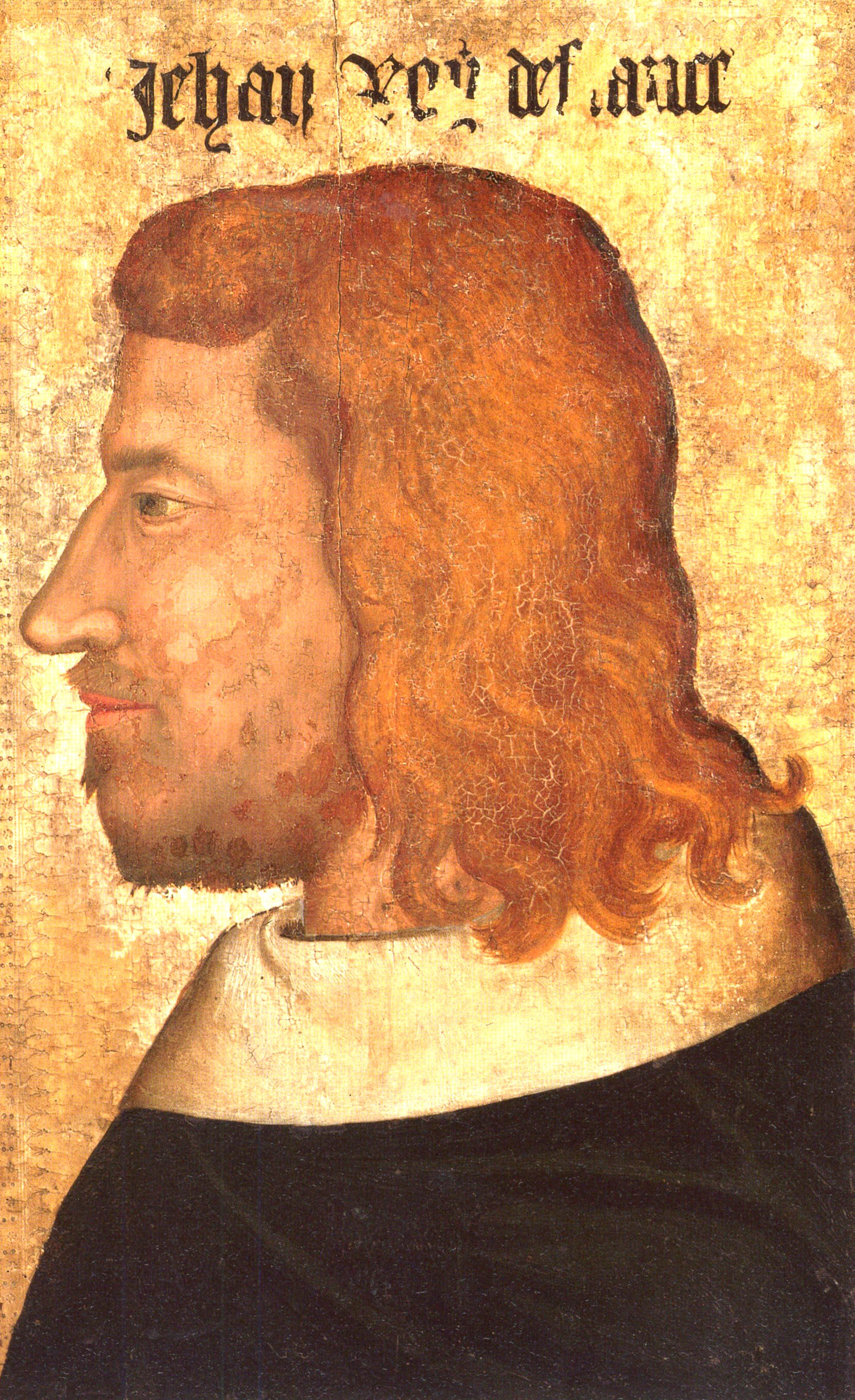
Retrato "de perfil": Anônimo (escola francesa), João II o Bom, cerca de 1360, têmpera e ouro sobre tábua, 60 x 44,5 cm, Museu do Louvre, Paris.

As primeiras pinturas que na Baixa Idade Média tiveram como tema exclusivo a representação de uma pessoa, dedicavam-se a reis ou nobres, como ocorre com o retrato anônimo de João II da França ou o dos Duques de Urbino. Eram realizados de perfil, ao jeito das medalhas antigas. Em Borgonha e França surgiram retratistas como Robert Campin e Rogier van der Weyden, dedicados nomeadamente às figuras religiosas, mas posteriormente à nobreza, pintada na primeira metade do século XV.

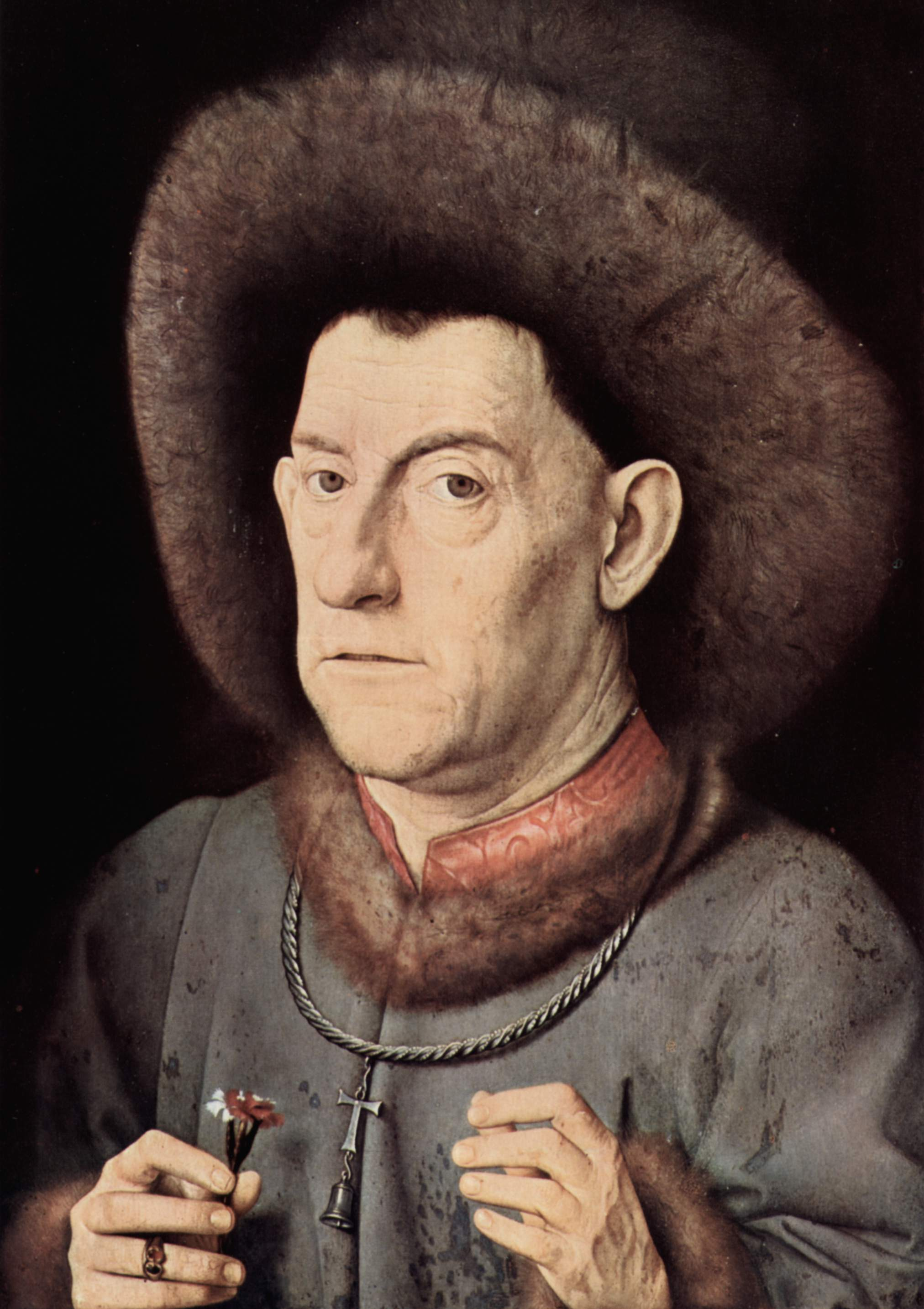
Retrato flamengo: Oficina de Jan Van Eyck, Homem com cravo, ao redor de 1420-1430?, óleo sobre tábua, 41,5 x 31,5 cm, Staatliche Museen, Berlim.

Os artistas do Norte da Europa marcaram o caminho em retratos realistas de sujeitos seculares. Seu grande realismo e detalhe deve-se em larga medida à técnica, então nova, da pintura a óleo, que permite pinceladas mais finas e maiores matizes através das sucessivas camadas ou velaturas. Enquanto isso, no sul da Europa continuava sendo usada a têmpera. Os artistas do Norte da Europa fizeram retratos diferentes a respeito dos italianos: abandonaram o perfil em favor do meio perfil, os modelos olhavam para o espectador, as mãos eram muitas vezes visíveis, e aparecia na pupila um ponto branco que transmitia maior vitalidade. Eram retratos com perspectiva e volume realista, com um minucioso tratamento da pele e das suas irregularidades. Entre os primeiros pintores que desenvolveram a técnica ao óleo esteve o neerlandês Jan van Eyck. O seu Casal Arnolfini (1434, National Gallery, Londres) é um marco da arte ocidental, um exemplo de um retrato de casal de corpo inteiro, pintado em ricas cores e esquisito detalhe, além de estar cheio de simbolismo. Igualmente importante é que exemplificava a recentemente desenvolvida técnica de pintura a óleo. Entre 1470 e 1490 trabalhou Hans Memling em Bruges. Petrus Christus destacou pela sua tendência à abstração das formas.

### O Renascimento
Na pintura do Renascimento ressurgiu o retrato privado como tema independente. Os retratos assumiram um papel de destaque na sociedade renascentista e eram valorados como objetos e como representação do status e do sucesso terreno. Isso era devido ao interesse pelo mundo natural e pelas culturas da Grécia Antiga e Roma. A pintura em geral alcançou um novo nível de equilíbrio, harmonia e penetração; os grandes artistas (Leonardo, Michelangelo e Rafael) eram considerados "gênios", elevando-se acima do nível dos artesãos até serem servidores valiosos da corte e da igreja.

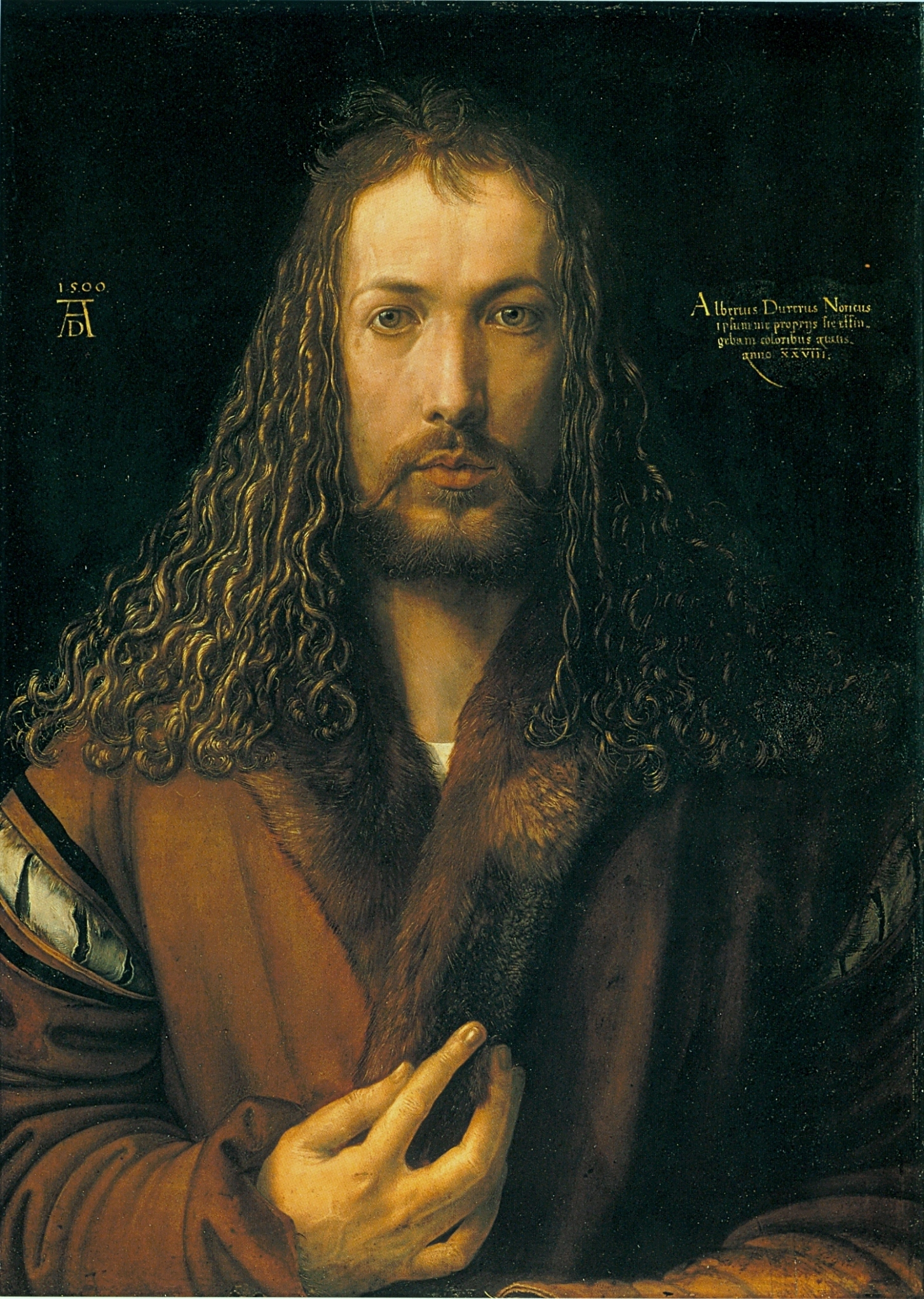
Albrecht Dürer: Autorretrato, 1500, óleo sobre tela, 67 x 49 cm, Alte Pinakothek, Munique.

Muitas inovações nas diversas formas do retrato desenvolveram-se durante este período. Nesta época circularam com frequência pequenos retratos miniados ou pintados, que difundiam as imagens entre as cortes, com frequência com interesses matrimoniais. Esta tradição do retrato em miniatura continuou sendo popular até a época da fotografia, desenvolvendo as habilidades dos pintores das miniaturas nos manuscritos iluminados. Os retratos de perfil sobre medalhas ou medalhões tornaram-se populares, recuperando modelos antigos de princípios do século XIV, como os de Pisanello; foram particularmente populares na Itália entre 1450 e 1500. As medalhas, com as suas imagens em ambas as faces, também inspiraram uma breve moda por quadros de duas faces no princípio do Renascimento. A escultura clássica, como o Apolo do Belvedere, também influiu nas poses escolhidas pelos retratistas renascentistas, poses que continuaram sendo usadas ao longo dos séculos.
Na Itália desta época, tornou-se popular o retrato de comprometimento, uma especialidade de Lorenzo Lotto. Durante o Alto Renascimento, as pinturas de retrato eram geralmente muito pequenas e às vezes estavam cobertas por tampas protetoras, com bisagras ou painéis que se deslizavam. Também se difundiu o uso de inserir retratos de personagens contemporâneas nas cenas pintadas, quer sacras ou profanas, como ocorre com Simonetta Vespucci, que aparece em vários quadros de Botticelli, como no célebre Nascimento de Vênus.

Hans Holbein, o Jovem: Retrato de Tomás Moro, 1527, têmpera sobre tábua, 74,2 × 59 cm, Coleção Frick, Nova Iorque.

Entre os retratistas alemães destacados estiveram Lucas Cranach, Albrecht Dürer e Hans Holbein, o Jovem, todos eles destacaram na técnica da pintura a óleo. Cranach foi um dos primeiros artistas que aceitou encomendas de pintar de corpo inteiro a tamanho natural, uma tradição popular de então em diante. Foi o retratista de Lutero e Melanchton. Naquela época, Inglaterra carecia de pintores de primeira categoria, pelo qual os patronos ingleses contratavam artistas como Holbein. Sua pintura de Tomás Moro (1527), o seu primeiro mecenas importante em Inglaterra, tem quase o realismo de uma fotografia. Holbein teve grande sucesso pintando a família real, incluindo Henrique VIII. Criou um tipo de retrato de corte, muito imitado na Inglaterra isabelina. Dürer retratou os seus modelos com grande profundeza psicológica, e foi um dos primeiros grandes artistas que fez uma série de auto-retratos, incluindo uma pintura totalmente frontal. Também situou a sua figura de auto-retrato (como um espectador) em várias das suas pinturas religiosas. Dürer começou a fazer auto-retratos com treze anos de idade. Mais tarde, Rembrandt amplificaria essa tradição.
Antonello da Messina foi um dos primeiros italianos que aproveitou o óleo. Formado em Bélgica, instalou-se em Veneza ao redor de 1475 e exerceu grande influência sobre Giovanni Bellini e a escola do Norte da Itália. Durante o século XVI, o óleo estendeu-se por toda Europa, permitindo uma apresentação mais suntuosa de joias e vestuário. Também afetou à qualidade das imagens a mudança da madeira para a tela, o que começou na Itália no princípio do século XVI e se estendeu ao norte da Europa ao longo dos cem anos seguintes. A tela resistia as fendas de envelhecimento melhor do que a madeira, conservava melhor o pigmento e precisava menos preparação, embora inicialmente fosse mais escassa que a madeira.
Em Veneza, por volta de 1500, Gentile e Giovanni Bellini dominaram o retrato, recebendo nomeadamente encomendas dos líderes da República. Seu retrato do Dogo Loredan é considerado um dos melhores retratos do Renascimento e demonstra a mestria do artista na recém chegada técnica da pintura a óleo. Bellini é também um dos primeiros artistas europeus que assinou a sua obra, embora rara vez datasse os quadros.
Durante o Renascimento, a nobreza florentina e milanessa, em particular, queria representações mais realistas deles mesmos. O desafio de criar vistas de corpo inteiro ou três quartos estimularam a experimentação e a inovação. Quase todos os grandes mestres dedicaram-se ao retrato (Piero della Francesca, Domenico Ghirlandaio, Lorenzo di Credi, Antonello da Messina, Botticelli, Leonardo, Ticiano, Rafael …), expandindo a sua técnica e adicionando o retrato aos temas tradicionais de história clássica e religiosa. Leonardo e Pisanello estiveram entre os primeiros artistas italianos que acrescentaram símbolos alegóricos aos seus retratos seculares. Os pintores italianos do Alto Renascimento representavam os seus modelos de meio corpo, as poses eram solenes, mas os trajes são mais bem sóbrios.

Leonardo da Vinci: La Gioconda, 1503-06, óleo sobre tábua, 77 × 53 cm, Museu do Louvre, Paris.

No Ocidente um dos retratos mais famosos é La Gioconda de Leonardo, chamada também Mona Lisa por Lisa Gherardini. Um extraordinário efeito psicológico foi alcançado nele, como nas melhores obras de Ticiano. O famoso "sorriso de Mona Lisa" é um excelente exemplo de aplicar uma sutil assimetria a um rosto. Nas suas notas, Leonardo aconselha sobre as qualidades da luz na pintura de retrato:
| “ | Um nível muito alto de graça na luz e a sombra acrescenta-se às caras dos que se sentam nos limiares dos cômodos às escuras, onde os olhos do observador vêem a parte sombreada da cara obscurecida pelas sombras do quarto, e vêem a parte iluminada da cara com a maior brilhantez que o ar lhe dá. Através deste aumento nas luzes e nas sombras, dá-se maior relevo à face | ” |

Leonardo terminou relativamente poucas obras, mas entre elas há outros retratos memoráveis como os das nobres Ginevra de' Benci e Cecilia Gallerani.
Os retratos que restam de Rafael são mais numerosos, e neles amostra uma grande variedade de poses, iluminação e técnica. Mais que produzir inovações revolucionárias, o grande sucesso de Rafael foi o fortalecimento e refinamento das correntes desenvolvidas que arte renascentista. Foi particularmente experto no retrato de grupo. Sua obra-prima A escola de Atenas é um dos mais destacados frescos de grupo, contendo retratos de Leonardo, Michelangelo, Bramante e o próprio Rafael, disfarçados de filósofos antigos. Não era o primeiro retrato de grupo de artistas. Décadas antes, Paolo Uccello pintara um retrato de grupo incluindo Giotto, Donatello, Antonio Manetti e Brunelleschi. Conforme ganhou em proeminência, Rafael tornou-se o retratista favorito dos papas. O seu Retrato do humanista Castiglione repete dez anos mais tarde praticamente a mesma pose que La Gioconda, com tons igualmente suaves, quase monocromo em marrão e cinza, representando ambas as figuras o ideal renascentista de moderação de uma discreta elegância. A maioria dos artistas renascentistas aceitavam com avidez encomendas de retratos, e poucos as recusavam. Michelangelo foi uma notável exceção, pois não reproduziu efígies realistas de personagens, salvo, talvez, e com intenções denigrativas, no Juízo Final.
Ticiano inclui o retrato psicológico nos seus retratos "de aparato" ou de corte. O retrato psicológico tem um propósito geralmente íntimo. Ticiano continuou em Veneza a obra de Bellini, mas ampliando a variedade de poses das suas personagens, geralmente da realeza (retrato de corte). Foi talvez o primeiro grande retratista de crianças. Após sucumbir à peste, Tintoretto e o Veronês tornaram-se os principais artistas venezianos, contribuindo para a transição ao maneirismo italiano. Jacobo Tintoretto retratou magistrados e funcionários públicos com cores e formas mais sóbrias do que Ticiano. Os maneiristas contribuíram com muitos retratos excepcionais que enfatizavam a riqueza do material e as posturas elegantemente complexas, como nas obras de Agnolo Bronzino e Jacopo da Pontormo. Bronzino tornou-se famoso com os retratos dos Médicis. O seu ousado retrato de Cosmo I da Toscana amostra o austero governante com o seu olho cauteloso olhando fixamente para o canto da esquerda, em contraste com a maioria de pinturas reais, que mostram os seus modelos como soberanos benignos. El Greco, que se formou em Veneza durante doze anos, seguiu um caminho mais extremado após a sua chegada à Espanha, enfatizando a sua "visão interior" do modelo até o ponto de diminuir a realidade da aparência física. 

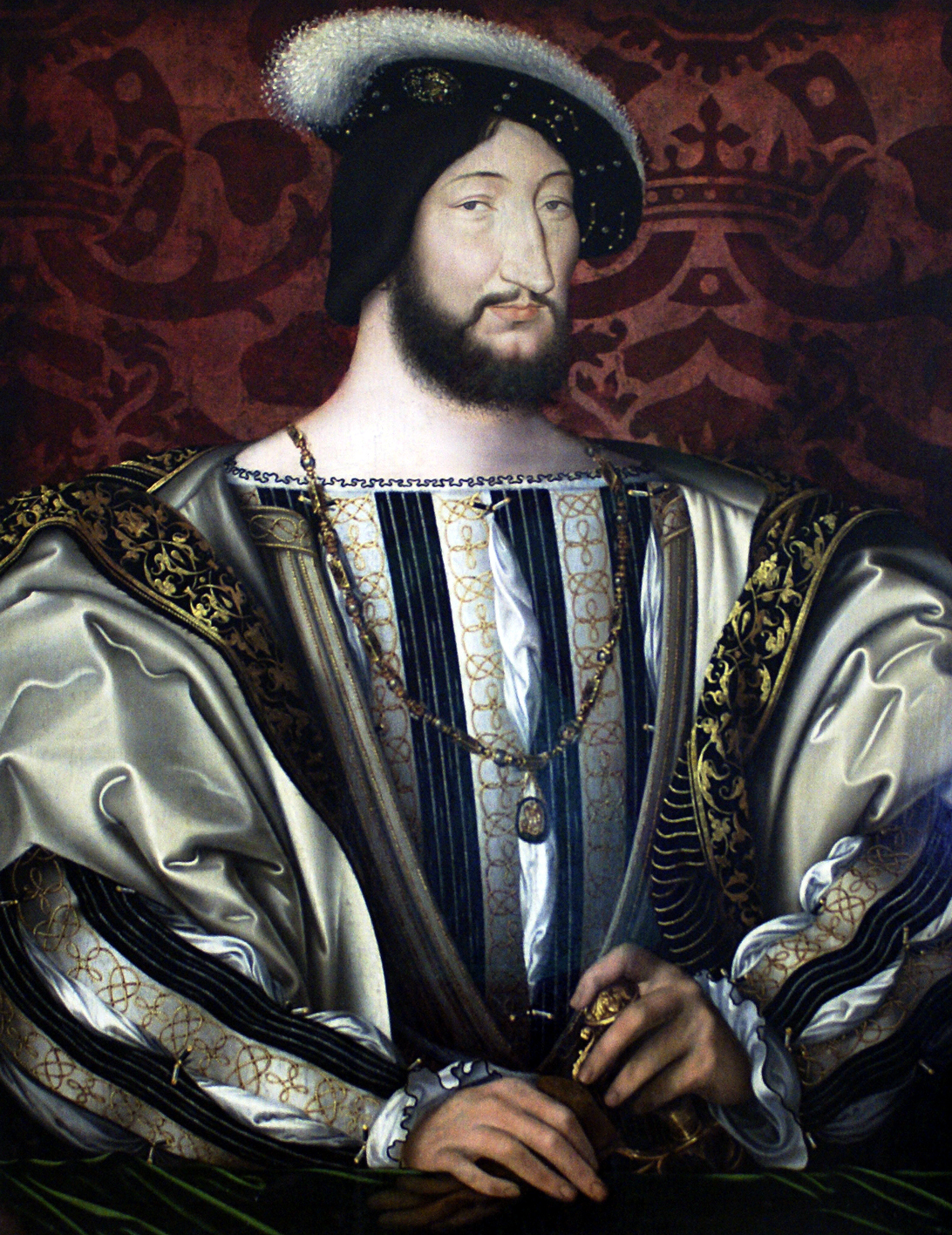
Opulento "retrato de corte" francês: Jean e François Clouet, retrato de Francisco I, por volta de 1525, óleo sobre tábua, 96 x 74 cm, Museu do Louvre, Paris.

Os seus retratos do Inquisidor Niño de Guevara ou Paravicino visam evidenciar a psicologia dos espanhóis da época. Uma das melhores retratistas na Itália do século XVI foi Sofonisba Anguissola de Cremona, que alcançou novos níveis de complexidade nos seus retratos individuais e de grupo.
O retrato de corte na França começou quando o artista flamengo Jean Clouet pintou o seu opulento retrato de Francisco I da França ao redor de 1525. O rei Francisco foi um grande mecenas e um avarento colecionista de arte que convidou Leonardo da Vinci a morar na França durante os seus últimos anos. A Mona Lisa permaneceu na França após Leonardo morrer ali. Também Corneille de Lyon cultiva o retrato objetivo e frio da França renascentista. Antonio Moro, retratista de Filipe II da Espanha, criou um tipo de retrato cortesão que mais tarde se estendeu por toda a Europa. Discípulo seu foi Alonso Sánchez Coello, quem adotou a sua forma de tratar com detalhe o traje e as joias, ao mesmo tempo que se sentia a influência de Ticiano na sua penetração psicológica e na ligeireza da sua técnica. Seu discípulo Juan Pantoja de la Cruz tinha uma técnica mais dura, recreando-se nas gorgueiras, que eram a moda própria da época de Filipe III.
Os primeiros autorretratos da arte ocidental apareceram nesta época, que os artistas pintavam a sua própria face entre a multidão, em origem em cenas narrativas. Primeiro foi um elemento mais num quadro de grupo (a este respeito, Leon Battista Alberti aconselhou aos artistas retratarem-se olhando para o espectador), logo tratou-se de jeito independente. Acredita-se que o autorretrato em miniatura mais antigo é o de Nicholas Hilliard de 1575, embora não fosse o primeiro em criar uma imagem de si mesmo, pois já no princípio de século o tinha feito Dürer nas suas telas. O gênero do autorretrato supervalorizou-se depois do período clássico.

### Barroco e rococó

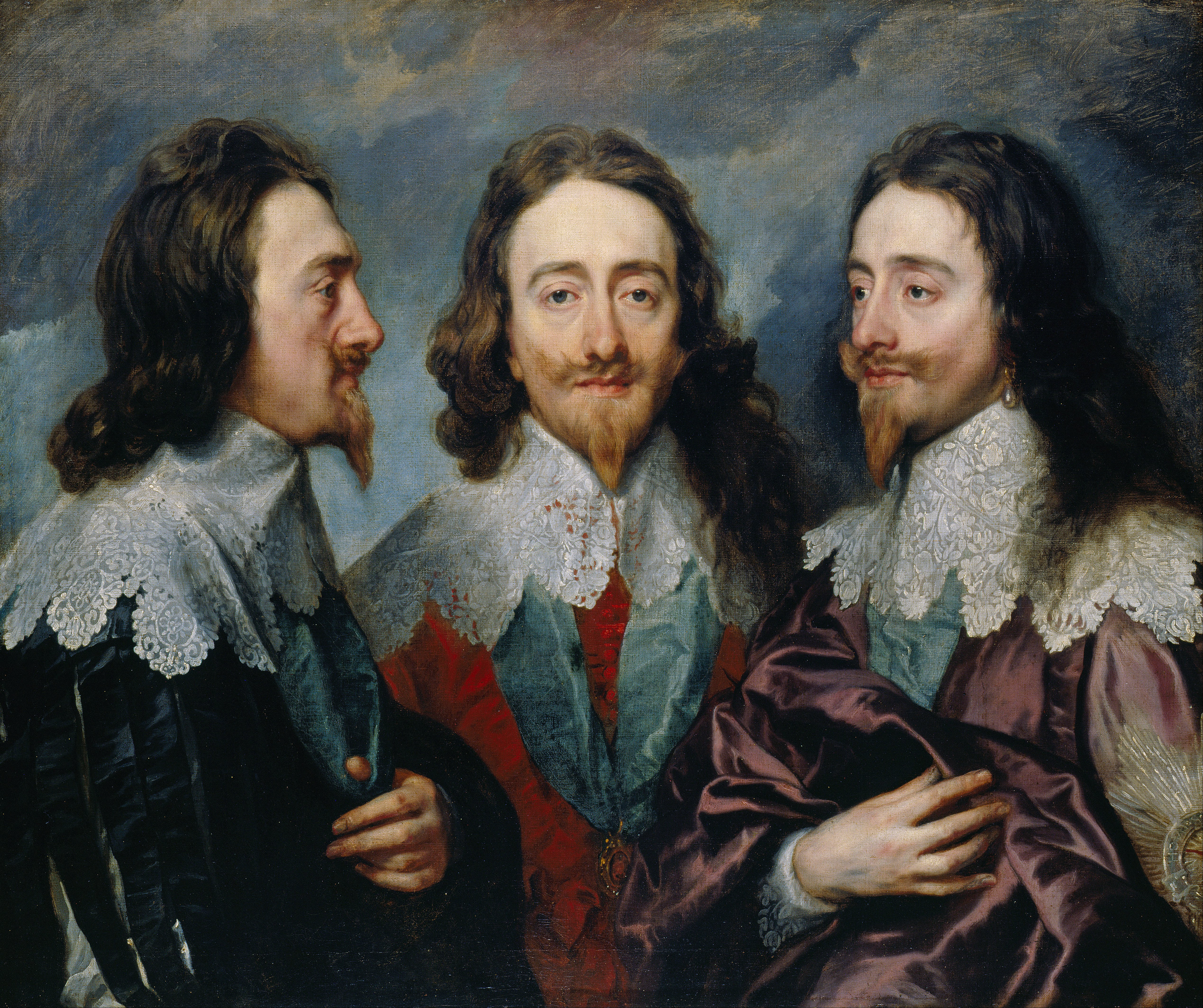
Antoon van Dyck: Carlos I em Três Posições, 1635-36, óleo sobre tela, 85 × 100 cm, Royal Collection.

Durante os períodos barroco e rococó, nos séculos XVII e XVIII, os retratos adquiriram ainda maior importância como documentação do status e posição. Em uma sociedade cada vez mais dominada pela burguesia, as representações de indivíduos luxuosamente vestidos ao lado de símbolos de pujança e de riqueza temporária contribuíram eficazmente para a afirmação da sua autoridade. Van Dyck e Rubens destacaram neste gênero. Rubens inspirou-se nos venezianos para criar um retrato cortesão no que não se descuida a penetração psicológica (retratos de Maria de Médicis). O retrato de Rubens e da sua primeira esposa (1609) nos seus trajes de casamento é um exemplo de virtuoso do retrato de casal. Sua oficina foi uma das maiores da época, empregando artistas de natureza-morta, paisagens, animais e pinturas de gênero, além do retrato. Van Dyck formou-se ali durante dois anos. Carlos I de Inglaterra empregou primeiro a Rubens, e depois trouxe van Dyck como o seu pintor de corte, nomeando-o cavaleiro e conferindo-lhe status cortesão. Já desde a sua estância na Itália, na que representou a nobreza genovesa, Van Dyck tinha-se especializado no retrato cortesão. Introduziu nos retratos elementos de enquadre, como por exemplo cavalos ou pajens. Não somente adotou os métodos de produção de Rubens e as suas habilidades comerciais, mas também os seus modos e aparência elegante. É dito dele que "Sempre ia magnificamente vestido, tinha uma bagagem numerosa e galante, e mantinha no seu apartamento uma mesa tão nobre que poucos príncipes eram mais visitados ou melhor servidos".

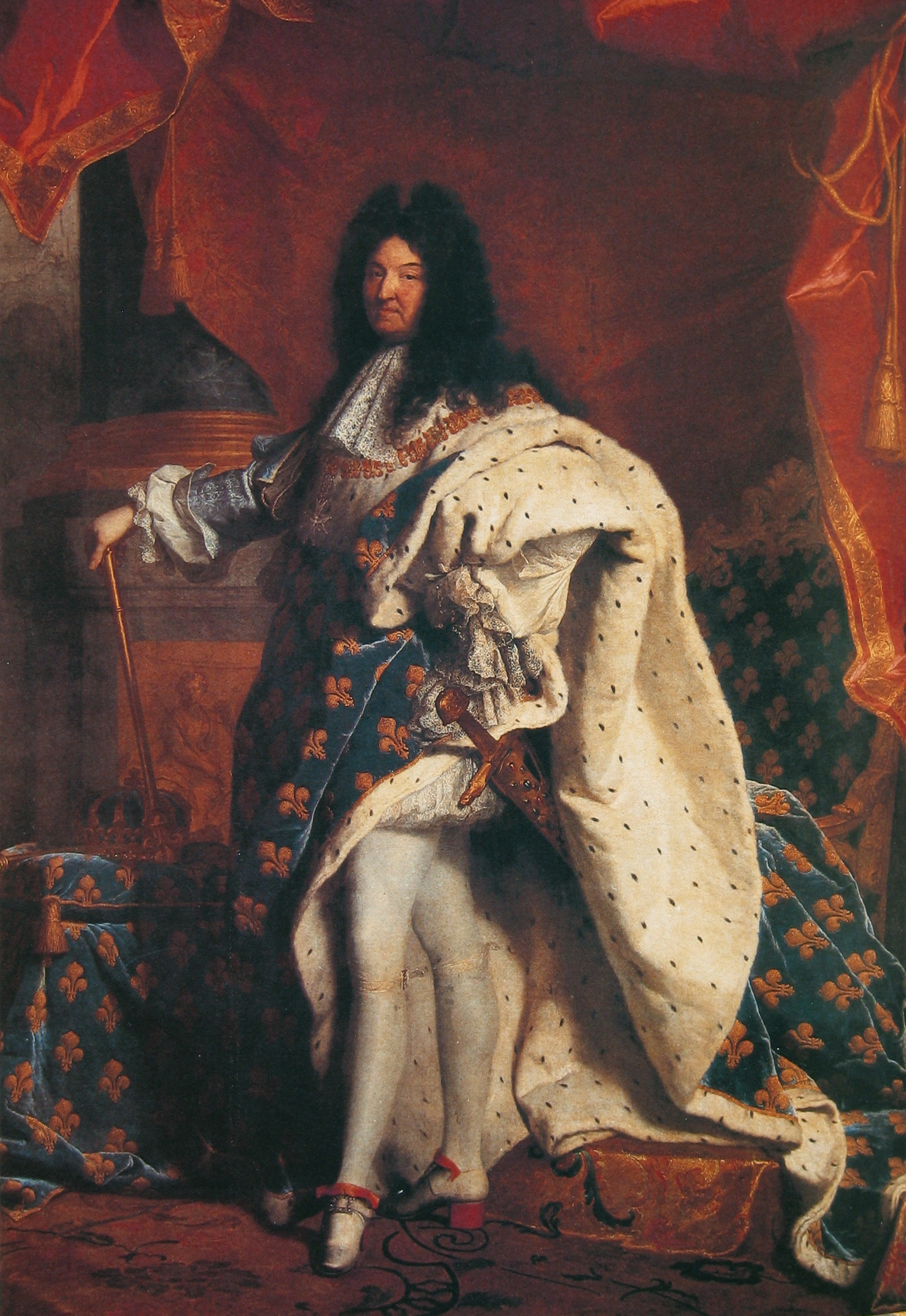
Hyacinthe Rigaud, Luís XIV, 1701-1702, óleo sobre tela, 279 x 190 cm, Museu do Louvre, Paris.

Rembrandt: A Ronda Nocturna ou A milícia do Capitão Frans Banning Cocq, 1642, óleo sobre tela, 363 × 437 cm, Rijksmuseum, Amsterdam.

Na França criou-se um tipo de retrato de corte que recebe as influências da pintura flamenga, em particular, com elementos de Rubens e de Van Dyck. Philippe de Champaigne criou dois tipos de retratos: o intimista ou burguês (como no Retrato ex-voto da sua filha e a Mãe Arnoult) e o cortesão, no qual o importante era o gesto do modelo e a roupa que vestia (Retrato de Richelieu). Nesta segunda linha trabalharam Nicolas de Largillière e Hyacinthe Rigaud, que dominou aproximadamente do mesmo jeito que Van Dyck na Inglaterra, como um destacado cronista da realeza, pintando os retratos de cinco reis franceses.
Uma das inovações da arte do Renascimento foi a melhora da representação das expressões faciais para acompanhar as diferentes emoções. Em 1586 publicou-se a Fisionomia humana, de Gian Battista della Porta, que se tornaria o manual básico de fisionomia para os artistas barrocos; em ele era sistematizado o conhecimento sobre as expressões do rosto humano, além de estabelecer analogias entre o rosto humano e o dos animais, uma tábua de caracteres e uma tipologia racial. O holandês Rembrandt explorou as diferentes expressões de rosto humano, especialmente através dos seus mais de 60 autorretratos. Este interesse pelo rosto humano também alimentou a criação das primeiras caricaturas, atribuídas à Academia Carracci, dirigida por pintores da família Carracci em finais do século XVI em Bolonha, Itália.
O retrato coletivo ou retrato de grupo foi frequente durante o período barroco, particularmente nos Países Baixos. Ao contrário do restante da Europa, os pintores holandeses não receberam encomendas da igreja calvinista, a qual proibira tais imagens, nem da aristocracia, que virtualmente não existia. Em vez disso, as encomendas vinham das associações cívicas e comerciais. O pintor holandês Frans Hals é considerado o precursor deste gênero,  com pinceladas fluídas de vívida cor animando os seus retratos, entre os que estavam os das corporações (Banquete dos arcabuzeiros de São Jorge de Haarlem, As regentes do asilo de anciãos de Haarlem). Não era uma mera acumulação de vários retratos numa só tela, senão que as personagens interrelacionam-se e dão a imagem de uma autêntica comunidade.
Rembrandt beneficiou-se grandemente de semelhantes encomendas e da apreciação geral que pela arte sentiam os clientes burgueses, que apoiavam o retrato, bem como a natureza-morta e as paisagens. É considerado um dos grandes retratistas deste século. Graças à grande demanda, Rembrandt pôde experimentar com a técnica e a composição pouco convencional, como o chiaroscuro. Demonstrou estas inovações, das quais os mestres italianos como Caravaggio foram pioneiros, nomeadamente n´A Ronda Nocturna (1642). Outro exemplo de retrato de grupo é A lição de anatomia do doutor Tulp (1632), na que banha o cadáver em luz brilhante para atrair a atenção para o centro da pintura enquanto a vestimenta e o fundo se fundem a preto, destacando-se os rostos do cirurgião e dos estudantes. É o primeiro quadro que Rembrandt assinou com o seu nome completo. Os síndicos dos paneiros foi a sua última obra deste gênero. Naquela época surgiram em Holanda os primeiros mercados significativos da arte e a figura do marchante.
Na Espanha, Zurbarán fez autênticos retratos nos seus quadros monásticos, como o de Frei Gonzalo de Illescas (1639). Contudo, o grande retratista do Século de Ouro espanhol foi Velázquez. O sucesso de Velázquez logo que chegou de Sevilha à corte, radicou na admiração suscitada pelos seus retratos, sendo considerado o supremo retratista pela sua superior qualidade neste gênero, até mesmo quando retratava pessoas de escassa ou nula importância social. Nos seus retratos, desde o Inocêncio X que realizou na sua viagem para Itália de 1649, como no de Juan de Pareja, o seu pincel toma a influência veneziana e torna-se mais leve, quase impressionista, como tantas vezes é dito. Pintou As Meninas (1656), um dos mais famosos e enigmáticos retratos de grupo de todos os tempos. Comemora o artista e as crianças da família real espanhola, e aparentemente os modelos são o casal real, que somente se vê como um reflexo no espelho. Começando como um pintor de gênero, Velázquez pronto alcançou proeminência como pintor de corte de Filipe IV, destacando-se na arte do retrato, e em particular ampliando a complexidade dos retratos de grupo. A geração posterior, reinando Carlos II, cultiva o retrato cortesão num estilo que às vezes lembra Van Dyck, com nomes como o de Juan Carreño de Miranda, José Antolínez e o próprio Murillo.

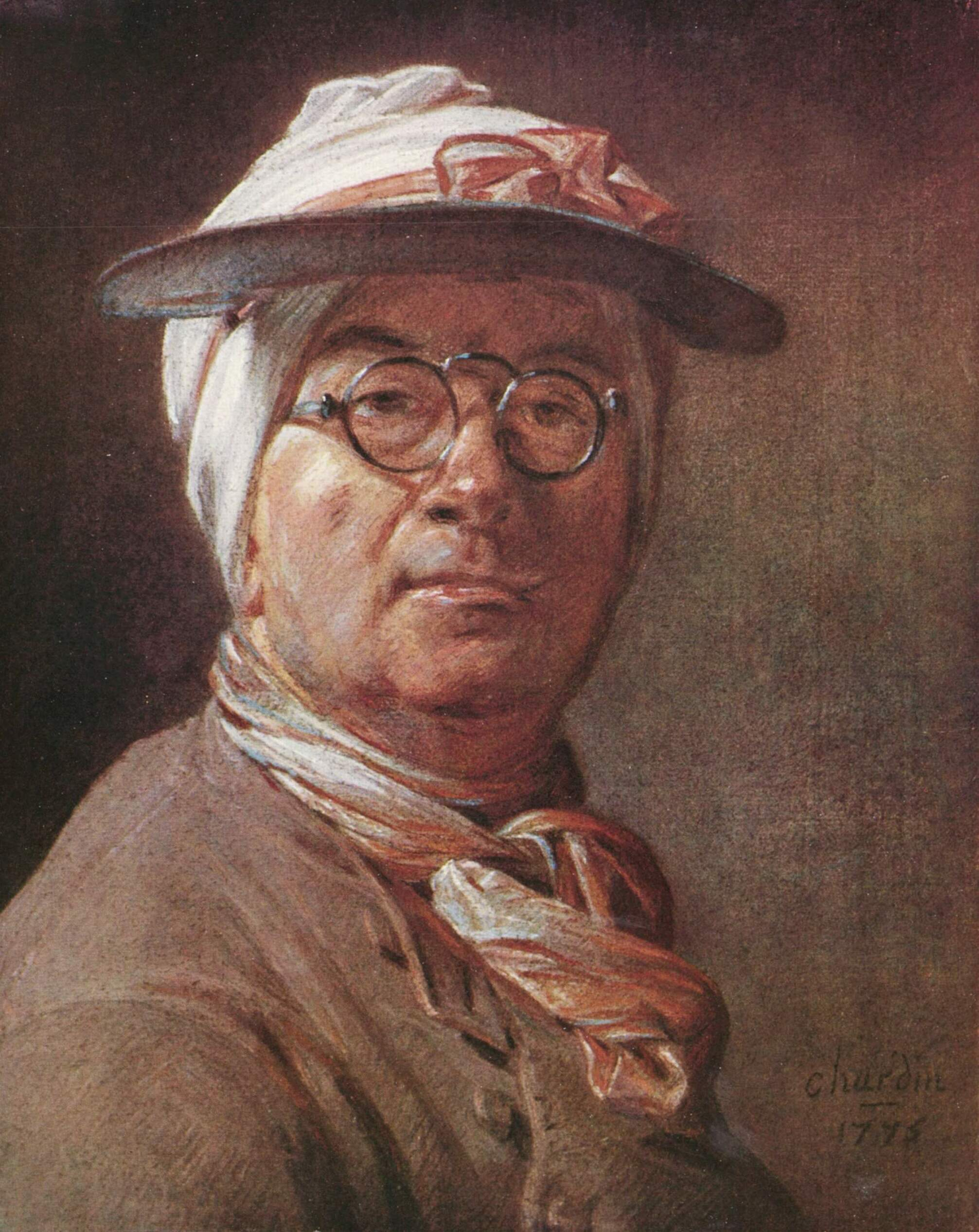
Autorretrato de caráter "íntimo": Jean Siméon Chardin, Autorretrato com viseira, 1775, pastel, 46 x 38 cm, Museu do Louvre, Paris.

Os artistas rococó, que estiveram particularmente interessados na ornamentação rica e intrincada, foram mestres do retrato refinado. Prestaram grande atenção aos detalhes no vestido e à textura, fazendo dos retratos eficazes transmissores da vida mundana, como ocorre nos famosos retratos que fez François Boucher de Madame de Pompadour, vestida com inflados trajes de seda. Como preciosas bonecas com trajes luxuosos retratou Natter as favoritas do rei, como Pompadour e du Barry. Fragonard, em torno de 1770, representou "figuras de fantasia", geralmente modelos desconhecidos embora às vezes personagens notáveis, nas quais se expressa a vitalidade de pessoas apaixonadas em bustos quase em torção, como se vê no retrato do abade de Saint-Non.
Os primeiros grandes retratistas da escola britânica foram herdeiros de Van Dyck: Gainsborough e Reynolds, que também se especializaram em vestir os seus modelos de um modo chamativo. Menino em azul pintado por Gainsborough é um dos retratos mais famosos e reconhecidos de todos os tempos, pintado com pinceladas muito longas e fina cor a óleo para conseguir o efeito brilhante do traje azul. Gainsborough também destacou pelo elaborado palco no qual situava os seus modelos. Os dois artistas britânicos tinham ideias opostas sobre o uso de ajudantes. Reynolds empregava-os com regularidade, às vezes fazendo ele apenas 20% da pintura, enquanto Gainsborough fê-lo raramente. Às vezes um cliente obteria uma promessa do artista, como Sir Richard Newdegate do retratista Peter Lely, sucessor de van Dyck em Inglaterra, que prometeu que o retrato seria "de cabo a rabo pintado pelos meus próprias mãos".

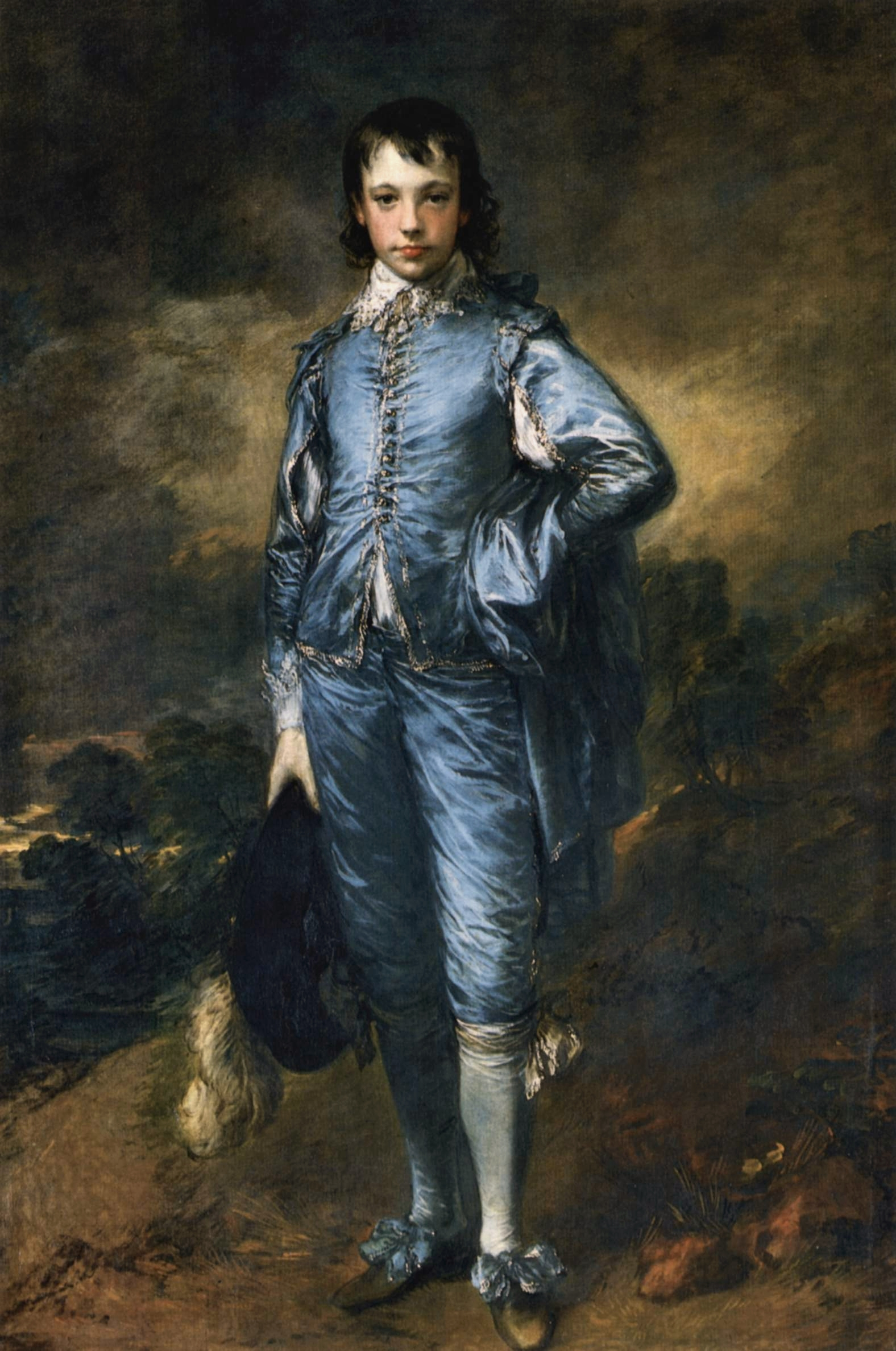
Thomas Gainsborough: Menino em azul, 1770, óleo sobre tela, 178 × 122 cm, Huntington Art Gallery, San Marino (Califórnia).

Ao contrário da exatidão demonstrada pelos mestres flamengos, Reynolds resumiu o seu enfoque ao retrato afirmando que "a graça e, poderíamos acrescentar, o parecido, consiste mais em captar o ar geral que em observar a similaridade exata de cada rasgo". Mais novo, George Romney, retratou Lady Hamilton com um ar pré-romântico. Também destacou na Inglaterra William Hogarth, que se resistiu aos métodos convencionais introduzindo toques de humor nos seus retratos. O seu Autorretrato com Pug é claramente mais uma imagem humorística da sua mascote do que uma pintura autoindulgente.
Foi no campo do retrato no que as pintoras ganharam renovada importância no século XVIII. Entre elas estiveram a francesa Élisabeth Vigée-Lebrun, a pintora italiana ao pastel Rosalba Carriera e a suíça Angelica Kauffmann. Também foram muito apreciados durante esse século os pintores de miniaturas, pintadas com precisão e com frequência encerradas em medalhões de ouro ou de esmalte.
Jean Ranc, discípulo de Rigaud, introduziu na Espanha do século XVIII o retrato de corte francês, elegante e carregado. Louis-Michel van Loo retratou a Família de Filipe V com grande aparatosidade. Também na Espanha dos primeiros Bourbons trabalharam o refinado retratista italiano Jacopo Amigoni e o alemão Anton Rafael Mengs, dentro do frio refinamento rococó.
Nos Estados Unidos, foi especialmente bem considerado John Singleton Copley, formado no refinado estilo britânico; destacou por retratos de corpo inteiro e miniaturas, com as suas pinturas hiper-realistas de Samuel Adams e Paul Revere. Copley também destacou por tentar fusionar o retrato e a arte da pintura de história, academicamente melhor considerada, através dos seus retratos de grupo de famosos militares. Igualmente famoso foi Gilbert Stuart que pintou mais de mil retratos e foi especialmente conhecido pelo seu retrato de presidentes; apenas de George Washington pintou mais de 100 réplicas. Stuart trabalhava depressa, com pinceladas mais suaves e menos detalhadas do que as de Copley, para captar a essência dos seus sujeitos. Às vezes fazia várias versões para o cliente escolher a sua favorita. Conhecido pelos tons rosados das suas bochechas, Stuart escreveu, "a carne não é como qualquer outra substância sob o céu. Tem toda a alegria da loja do sedeiro sem o seu brilho forte, e toda a suavidade do mogno antigo, sem a sua tristeza". Outros destacados retratistas norte-americanos da época colonial foram John Trumbull, Benjamin West e Charles Willson Peale.

### Século XIX
No fim do século XVIII e princípios do XIX, os artistas neoclássicos continuaram a tradição de representar os sujeitos à última moda, o que para as mulheres da época significava diáfanos vestidos derivados dos estilos de roupa da época antiga de Grécia e Roma. Os artistas costumavam usar luz dirigida para definir textura e a simples redondeza dos rostos e os membros. Os pintores franceses Jacques-Louis David e Jean Auguste Dominique Ingres demonstraram virtuosismo nesta técnica similar à do desenhista bem como um bom olho para o caráter. Ingres, um estudante de David, destacou pelos seus retratos nos quais é pintado um espelho detrás do sujeito para simular uma vista traseira do modelo. O seu retrato de Napoleão no trono imperial é uma façanha da retratística real.

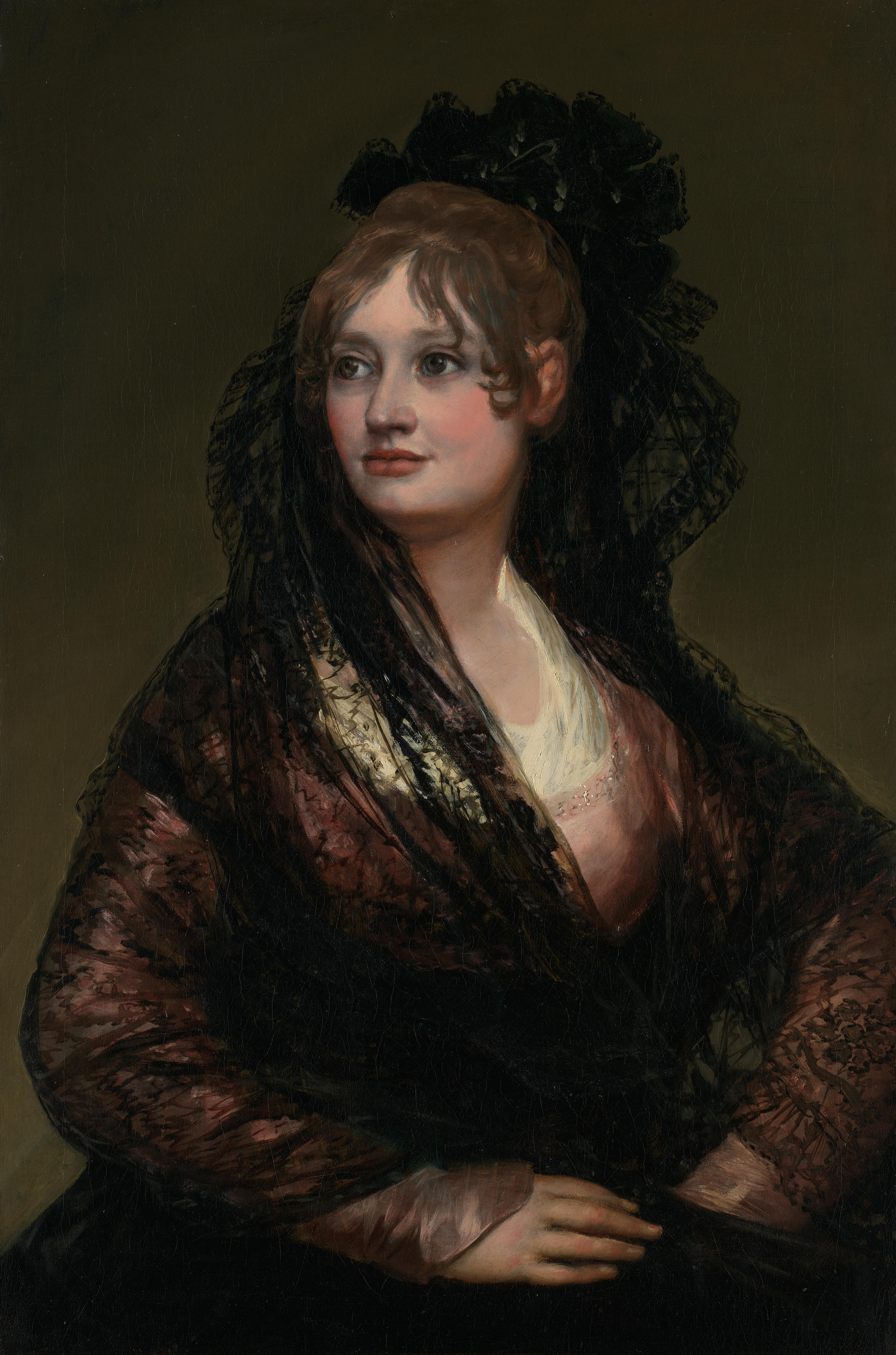
Goya, Isabel Porcel, c. 1805, óleo sobre tábua, 82 × 54 cm, National Gallery, Londres.

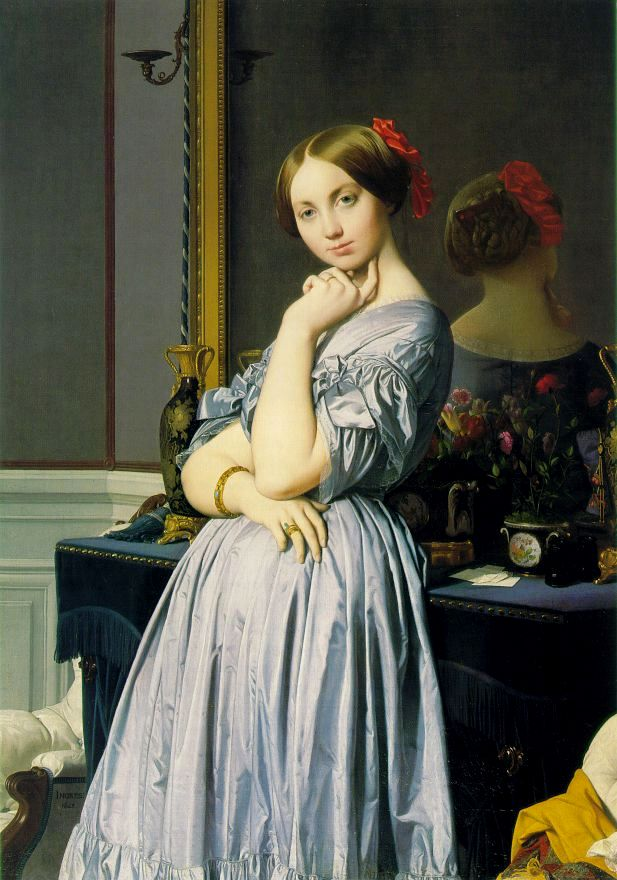
Com um espelho pintado atrás do sujeito simula uma vista traseira: J.A.D. Ingres, A condessa de Haussonville, 1845, óleo sobre tela, 131,8 x 92 cm, Coleção Frick, Nova Iorque.

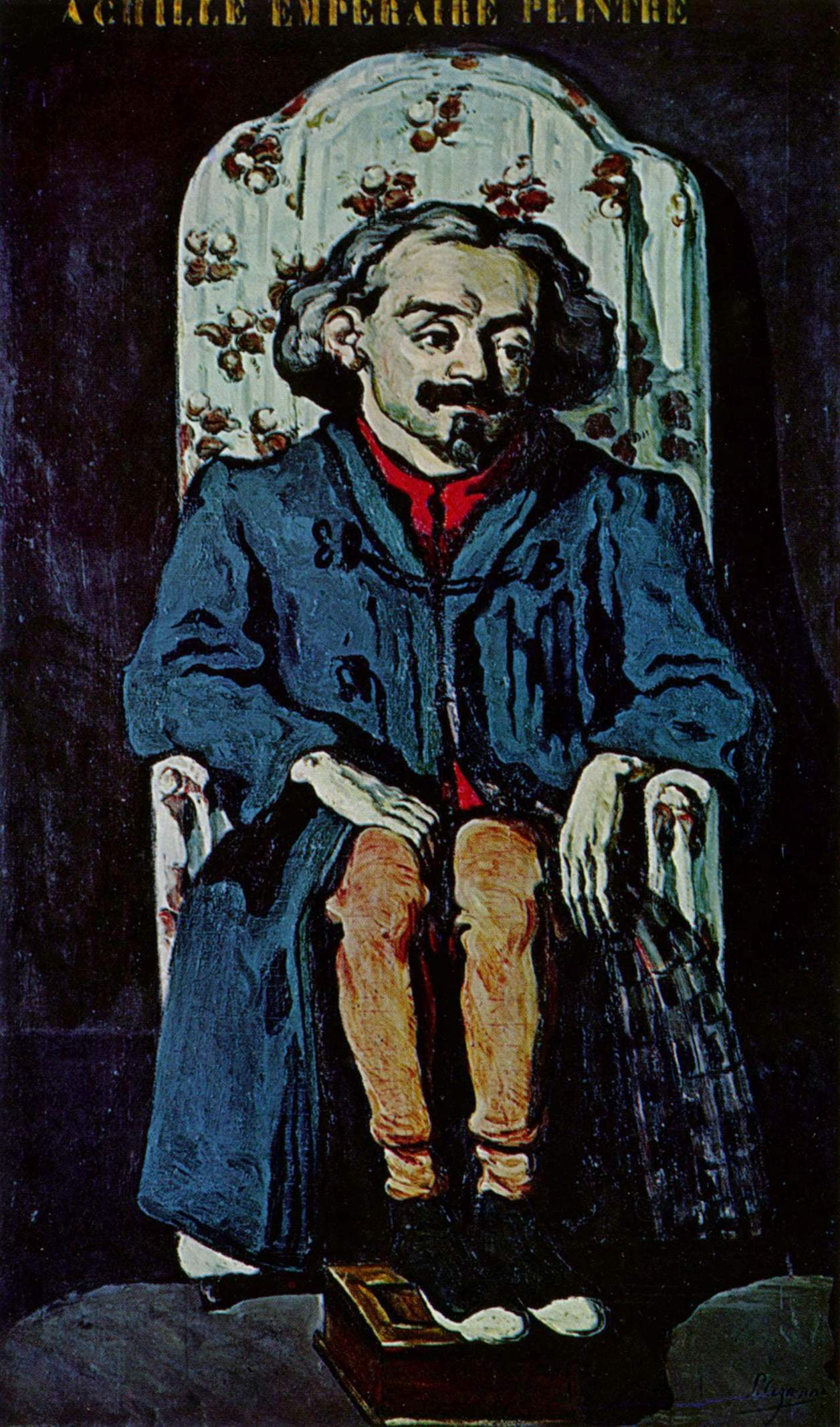
Paul Cézanne, Retrato de Achille Emperaire, 1869-70, óleo sobre tela, 200 x 120 cm, Museu de Orsay, Paris.

Os artistas românticos que trabalharam durante a primeira metade do século pintaram retratos de líderes inspirados, belas mulheres e agitados sujeitos, usando vivas pinceladas e uma iluminação dramática, por vezes deprimente. Os artistas franceses Eugène Delacroix e Théodore Géricault pintaram belos retratos deste tipo, em particular de galhardos ginetes. Também destaca-se a série que fez Géricault de enfermos mentais (1822-1824). O pintor espanhol Francisco de Goya pintou algumas das imagens mais buscadas e provocativas da época, incluindo La maja desnuda (c. 1797-1800), bem como famosos retratos de corte de Carlos IV, e fê-lo de modo tão implacável e menos adulador que resulta difícil entender como foram tão aceitados e estimados no seu tempo.
Os realistas do século XIX como Gustave Courbet, criaram retratos objetivos representando pessoas de classe baixa e média. Courbet pintou vários auto-retratos mostrando-se em vários estados de ânimo e expressões. Honoré Daumier produziu muitas caricaturas dos seus contemporâneos. O pintor francês Édouard Manet foi um importante artista de transição, cuja obra oscilou entre o realismo e o impressionismo. Era um retratista de destacada penetração e técnica, com a sua pintura de Stéphane Mallarmé como bom exemplo do seu estilo de transição.
Nos Estados Unidos, Thomas Eakins foi o mais destacado pintor de retratos, levando o realismo a um novo nível de franqueza, em particular com os seus dois retratos de cirurgiãos trabalhando; também representou atletas e músicos em ação. Em muitos casos, como no Retrato da senhora Edith Mahon, transmite audazmente emoções pouco bajuladoras de tristeza e melancolia.
Os realistas abriram espaço aos impressionistas na década de 1870. Edgar Degas foi antes de tudo um realista; a sua pintura Retrato da família Bellelli é uma penetrante representação de uma família infeliz e um dos seus retratos mais belos. Monet e Renoir usaram como modelos os seus familiares e amigos, em parte devido à escassa renda. Pintavam figuras isoladas ou em pequenos grupos íntimos, ao ar livre ou em interiores banhados de luz. Caracterizados pela sua superfície luminosa e a riqueza das suas cores, estes retratos apresentam com frequência um caráter intimista, afastado do retrato oficial. A artista norte-americana Mary Cassatt, que se formou e trabalhou na França, é popular até mesmo agora pelas suas atrativas pinturas de mães e filhos. Paul Gauguin e Vincent van Gogh, ambos pós-impressionistas, pintaram reveladores retratos de gente que eles conheciam, remoinhos de cor nem sempre bajuladores. São tão celebrados, ou mais, pelos seus poderosos auto-retratos. Henri de Toulouse-Lautrec retratou famosos intérpretes de teatro, entre eles Jane Avril, captando-os em movimento.
John Singer Sargent também esteve entre os dois séculos, mas recusou um declarado impressionismo ou postimpressionismo. Foi o mais famoso pintor de retratos da sua época, usando uma técnica nomeadamente realista, com frequência banhada num brilhante uso da cor. Fez com igual aptidão retratos individuais e de grupo, particularmente das famílias de classe alta. É considerado o último grande expoente da tradição retratística britânica que começou com Van Dyck. Outro destacado retratista norte-americano formado no estrangeiro foi William Merritt Chase. A pintora de sociedade norte-americana Cecília Beaux, chamada a "Sargenta feminina", também estudou no estrangeiro e cingiu-se aos métodos tradicionais.

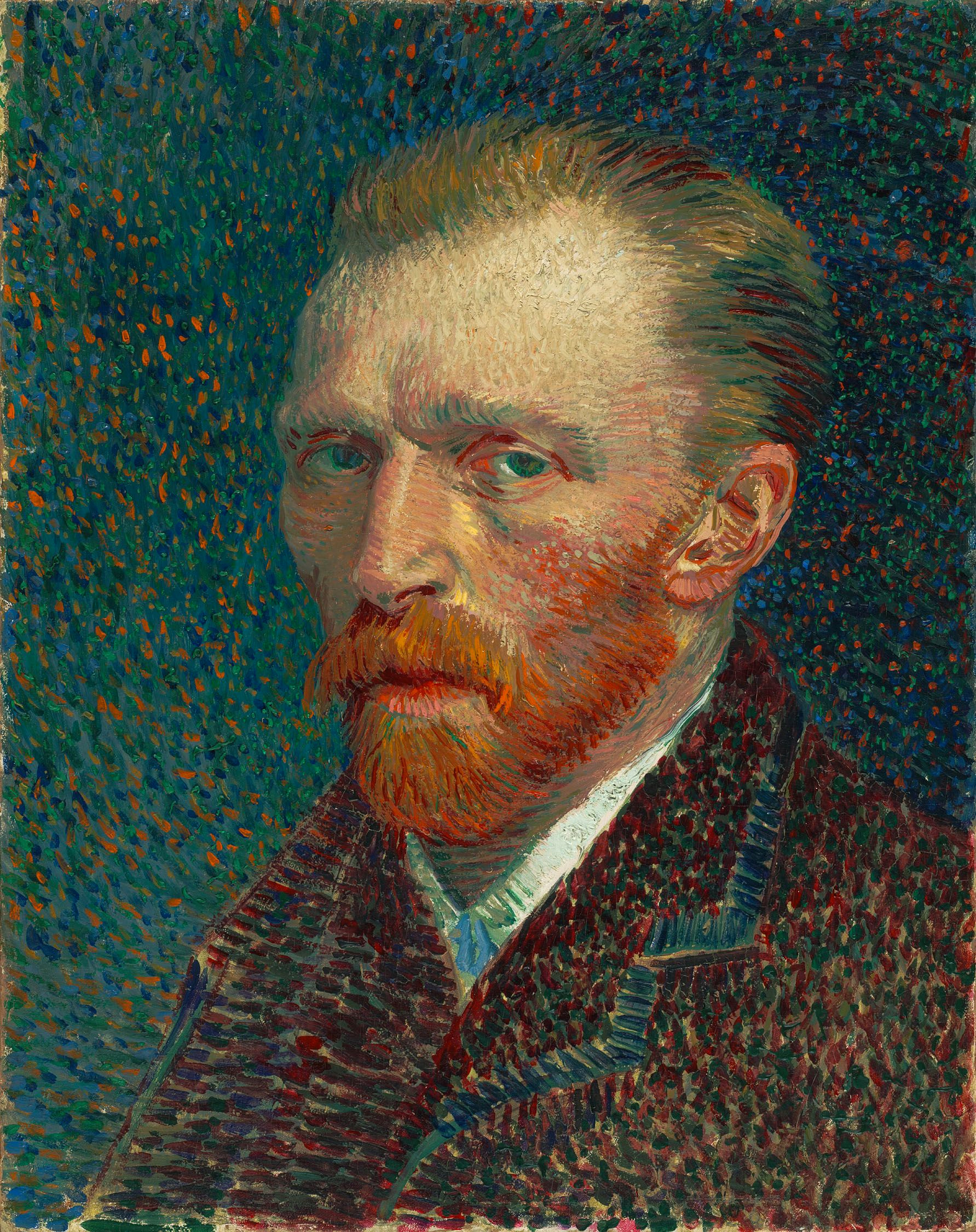
Vincent van Gogh, Autorretrato, 1887, óleo sobre cartão, 42 × 33,7 cm, Art Institute, Chicago.

James Abbott McNeill Whistler esteve bem relacionado aos artistas europeus, e pintou alguns retratos excepcionais, sendo o mais famoso o seu Arrangement in Grey and Black, The Artist's Mother (1871), também conhecido como A mãe de Whistler. Whistler usava uma paleta apagada para criar os efeitos que pretendia, afirmando o equilíbrio de cor e os tons suaves. Disse que, "bem como a música é a poesia do som, a pintura é a poesia da vista, e o tema não tem nada que ver com a harmonia do som ou da cor".
O desenvolvimento da fotografia no século XIX teve um efeito significativo sobre o retrato, suplantando a Camera Obscura que tinha sido usada antes como uma ajuda na pintura. Muitos modernistas foram para os estudos de fotografia para fazerem ali os seus retratos, incluindo Baudelaire que, embora proclamava a fotografia um "inimigo da arte", sentiu-se atraído pela franqueza e o poder da fotografia. Ao proporcionar uma alternativa barata, a fotografia suplantou grande parte do nível inferior da pintura de retrato. Alguns artistas realistas, como Eakins e Degas, entusiastas da fotografia, encontravam-na útil como ajuda na composição. Dos impressionistas em diante, os pintores de retratos buscaram uma miríada de formas de reinterpretar o retrato para competir efetivamente com a fotografia. Sargent e Whistler, entre outros, ampliaram a sua técnica para criar efeitos que a câmara não podia captar.

### Século XX
Os artistas de princípios de século ampliaram os campos de exploração do retrato em novas direções, libertando-o das dificuldades da semelhança visual. A forma e a cor tornaram-se o foco dos retratos de Cézanne, enquanto a técnica da pincelada e a cor extremada dominam os retratos de André Derain e Henri Matisse. Cézanne usou formas muito simplificadas nos seus retratos, evitando o detalhe enquanto sublinhava as justaposições de cor. O fauvista Matisse simplificou a linha e as cores para dar toda a sua força expressiva, com o que produziu poderosos retratos dando à pele cores não naturais, até mesmo estridentes. O austríaco Gustav Klimt aplicava motivos bizantinos e ouro nos seus retratos. Seu aluno Oskar Kokoschka retratou a classe superior vienesa. Picasso realizou numerosos retratos cubistas nos quais apenas se pode reconhecer o modelo, pois está terrivelmente deformado para conseguir uma afirmação emocional que vai muito para além dos limites da caricatura normal.

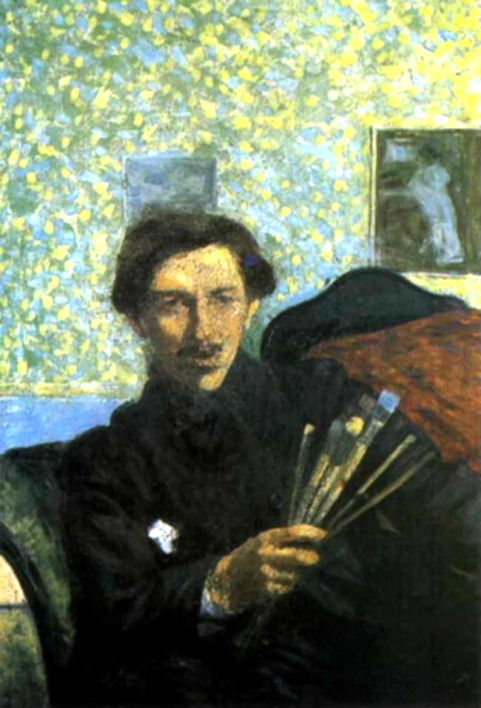
Umberto Boccioni, Autorretrato, 1905-06.

Os pintores expressionistas proporcionam estudos psicológicos inquietantes e irresistíveis. Artistas alemães como Otto Dix e Max Beckmann produziram notáveis exemplos de retratos expressionistas. Beckmann foi um prolífico auto-retratista, produzindo ao menos vinte e sete obras deste tipo. Amedeo Modigliani pintou muitos retratos no seu estilo alongado que desprezava a "pessoa interior" para favorecer o estudo estrito da forma e da cor. Para conseguir isto, tirava ênfase aos normalmente expressivos olhos e sobrancelha, reduzindo-os a frestas enegrecidas e simples arcos.
A arte britânica esteve representada pelos vorticistas, que pintaram alguns destacados retratos nos primórdios do século XX. O pintor dadaísta Francis Picabia executou numerosos retratos no seu estilo único. Além disso, os retratos de Tamara de Lempicka captaram com sucesso a época Art Deco com as suas curvas aerodinâmicas, ricas cores e ângulos agudos. Nos Estados Unidos, Robert Henri e George Bellows foram bons retratistas das décadas de 1920 e 1930 da escola realista americana. Max Ernst produziu um exemplo de um moderno retrato de grupo com a sua pintura de 1922 All Friends Together.
A produção de retratos na Europa e América declinou, em linhas gerais, nos anos quarenta e cinquenta, como resultado do crescente interesse pela abstração e a arte não figurativa. Uma exceção, porém, foi Andrew Wyeth, que evolucionou até se tornar o pintor de retratos realistas mais destacado dos Estados Unidos. Com Wyeth, o realismo, embora declarado, é secundário a respeito das qualidades tonais e do estado de ânimo das suas pinturas. Isto fica amplamente demonstrado com a sua significativa série de pinturas conhecida como as pinturas "Helga", o maior grupo de retratos de uma só pessoa de qualquer grande artista (247 estudos da sua vizinha Helga Testorf, vestida e despida, em diversos contornos, pintados durante o período 1971–1985).
Nas décadas de 1960 e 1970 ocorreu um renascimento do retrato. Artistas ingleses como Lucian Freud e Francis Bacon produziram quadros muito potentes. Os retratos de Bacon destacam-se pela sua qualidade de pesadelo. Em maio de 2008, o retrato de Freud Benefits Supervisor Sleeping (1995) foi vendido em leilão em Christie's na cidade de Nova Iorque por 33,6 milhões de dólares, estabelecendo um recorde mundial por valor de venda de uma pintura de um artista vivo. Muitos artistas norte-americanos contemporâneos, como Andy Warhol, Alex Katz e Chuck Close, fizeram do rosto humano um ponto focal da sua obra. A pintura que Warhol fez de Marilyn Monroe é um exemplo icônico. A especialidade de Close são os retratos de "cabeça" que ocupam toda uma parede, enormes e hiper-realistas. Jamie Wyeth continua a tradição realista do seu pai Andrew, produzindo famosos retratos cujos sujeitos variam desde Presidentes a porcos.